# Lockheed F-104 Starfighter
Il Lockheed F-104 Starfighter è un aereo monomotore ad alte prestazioni e supersonico, sviluppato originariamente per la United States Air Force (USAF) come caccia intercettore. Fu uno degli aerei della Century Series e fu in servizio con l'USAF dal 1958 fino al 1969, proseguendo la carriera operativa nella Air National Guard fino a quando non fu radiato negli Stati Uniti nel 1975. La National Aeronautics and Space Administration (NASA) ebbe in dotazione fino al 1994 una piccola flotta mista di varie versioni di F-104, utilizzati per prove nei regimi supersonici di volo e a supporto dei programmi spaziali.

## Generalità
L'F-104C venne impiegato dall'USAF durante la guerra del Vietnam, mentre gli F-104A vennero schierati dal Pakistan nel corso delle guerre indo-pakistane. Alcuni Starfighter dell'aviazione militare della Repubblica di Cina (Taiwan) si scontrarono nel 1967 con aerei della Repubblica Popolare Cinese sui cieli dell'isola contesa di Quemoy. La versione finale dell'F-104 fu l'F-104S, caccia intercettore ogni-tempo, progettato dalla Fiat aviazione, divenuta poi Aeritalia, per l'Aeronautica Militare italiana e dotata di missili aria-aria a guida radar AIM-7 Sparrow. Una versione di F-104 ad ala alta ampiamente riprogettata e denominata CL-1200 Lancer (o Lockheed X-27), non andò oltre lo stadio di realizzazione del mock-up.
Da una serie di modifiche rispetto al progetto originale, nacque il modello F-104G, che vinse il concorso NATO per un nuovo cacciabombardiere. Vennero anche prodotte diverse versioni biposto da addestramento, la più numerosa delle quali è stata la TF-104G. Nel complesso vennero realizzati 2578 Starfighter, per lo più da aziende aeronautiche di paesi membri della NATO. L'F-104 andò in dotazione alle forze aeree di oltre una dozzina di nazioni, concludendo il servizio operativo con la radiazione da parte dell'Aeronautica Militare italiana nel maggio 2004, circa 46 anni dopo la sua introduzione nel 1958 da parte dell'USAF.
Lo Starfighter arrivò all'attenzione del pubblico a causa dell'alto numero di incidenti e in particolare a causa delle perdite subite dalla aviazione militare tedesca. L'emergere dello scandalo Lockheed, relativo a gravi casi di corruzione in occasione della stesura dei contratti di acquisto di velivoli prodotti dalla azienda statunitense, causò notevoli controversie politiche in Europa e in Giappone.

## Storia

### Sviluppo

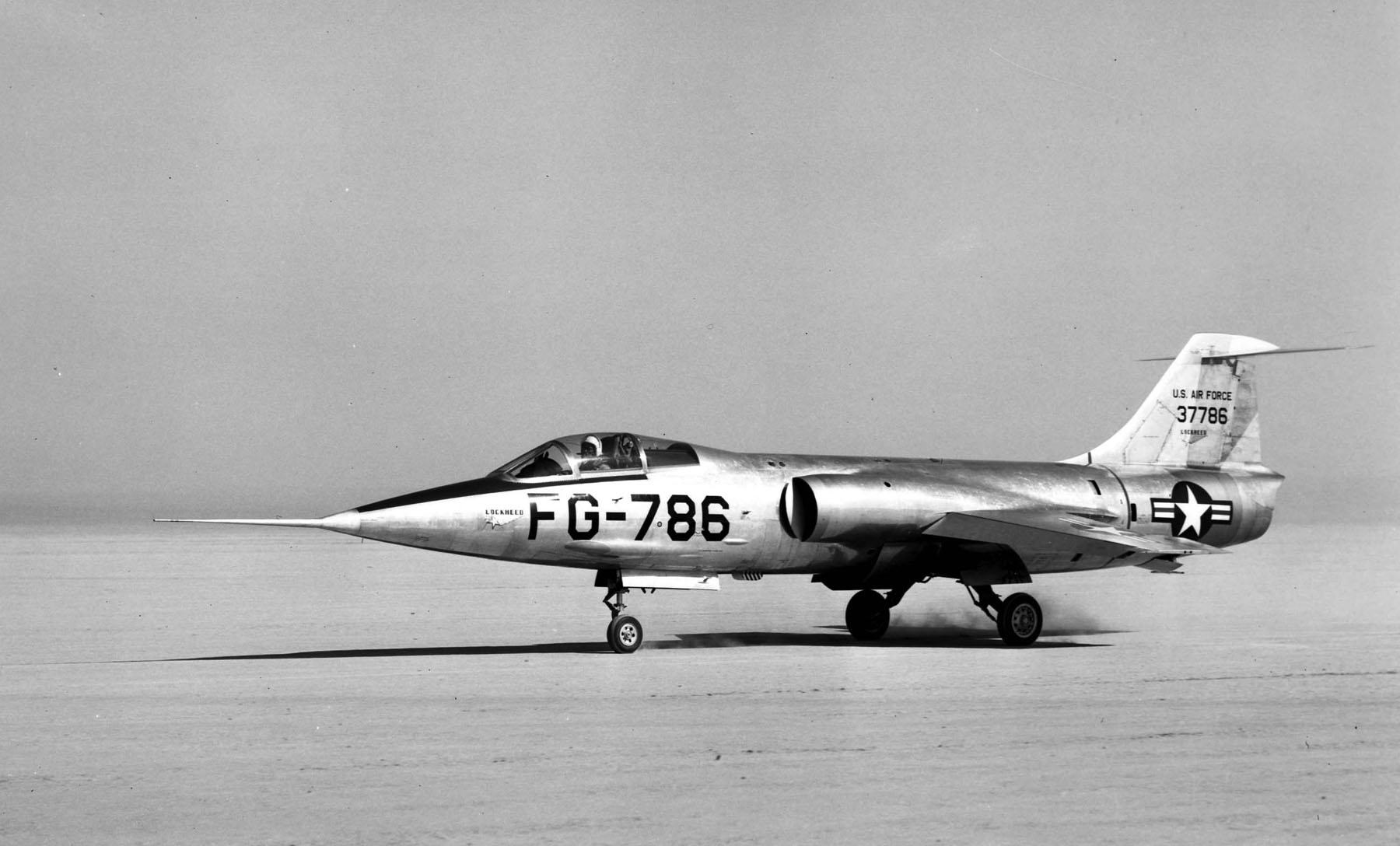
Il primo Lockheed XF-104 (SN 53-7786) durante i voli presso la Edwards AFB

Quando il capo del gruppo di progettazione della Lockheed Clarence Kelly Johnson ebbe occasione di interrogare i piloti reduci della Guerra di Corea che si erano scontrati con il MiG-15, si rese conto che essi avrebbero sacrificato molto in cambio di maggiori prestazioni da parte dei loro aerei. Nessun caccia alleato aveva potuto competere con quelli dell'URSS, sia per velocità e angolo di salita, sia per quota di tangenza. Inoltre, i piloti chiedevano una riduzione di peso e dimensioni e una semplificazione dei mezzi.
Al ritorno negli Stati Uniti, Johnson iniziò la progettazione di un aereo con tali caratteristiche. A marzo, il suo team stava studiando diversi tipi di velivoli, che spaziavano dalle 3 alle 23 tonnellate di peso. Nel novembre del 1952 il risultato fu il Lockheed L-246 di 5,4 tonnellate, che rimarrà essenzialmente identico allo Starfighter. Il progetto fu presentato all'Air Force, che si rivelò interessata al velivolo, tanto da coinvolgere diverse aziende nella sua realizzazione.
Ad aprile il mock-up era già pronto per le ispezioni e a maggio cominciarono i lavori su due prototipi. Il primo di questi cominciò a volare nel marzo 1954 nelle mani del collaudatore Tony LeVier. Va notato che il tempo totale per arrivare a volare a partire dal progetto fu, per lo Starfighter, di circa due anni, a fronte dei dieci/quindici necessari al giorno d'oggi.

## Tecnica

Sezione di un flap di F-104. Con A sono indicati gli ugelli da cui esce il flusso di aria compressa (in rosso nel disegno) spillata dal compressore del motore General Electric J79 e convogliata nell'ala dal condotto C.

### Cellula
L'F-104 era caratterizzato da un disegno dell'ala dalle caratteristiche radicali. La maggior parte dei caccia a reazione dell'epoca adottava l'ala a freccia o a delta, la quale consentiva un ragionevole equilibrio tra prestazioni aerodinamiche, velocità di salita e spazio interno utilizzabile per il carburante e gli equipaggiamenti. Esperimenti della Lockheed, tuttavia, stabilirono che la forma più efficace per il volo supersonico ad alta velocità era una piccola ala trapezoidale dritta, montata a metà fusoliera. L'ala scelta fu quindi estremamente sottile con uno rapporto spessore/corda di solo 3,36% e un allungamento alare (il rapporto tra apertura alare e corda alare media) di 2.45. I bordi d'entrata erano così sottili (0,016 in/0,41 mm) e taglienti che risultavano un pericolo per il personale di terra e dovevano essere installati dispositivi di protezione durante le operazioni a terra.
La sottigliezza delle ali richiese che i serbatoi di carburante e il carrello di atterraggio dovessero essere collocati nella fusoliera. I martinetti idraulici di azionamento degli alettoni dovevano essere di solo 1 pollice (25 mm) di spessore, per potere trovare alloggiamento. Le ali furono dotate di flap sia sul bordo d'entrata che su quello d'uscita. La piccola ala era caratterizzata da un elevato carico alare, il che causava velocità di atterraggio eccessive. Venne quindi introdotto un sistema di controllo dello strato limite (in inglese boundary layer control system - BLCS) che, utilizzando aria compressa spillata dal compressore del motore, soffiava un flusso d'aria supplementare sul bordo d'uscita dell'ala per fornire maggiore energia al flusso d'aria che investiva i relativi flap e aumentare quindi la stabilità dello strato limite. Il sistema si dimostrò fondamentale per aumentare la sicurezza degli atterraggi, ma nel contempo si rivelò un problema per la manutenzione.

Dall'alto

Lo stabilator (stabilizzatore orizzontale completamente mobile) venne montato in cima all'impennaggio verticale per ridurre l'accoppiamento inerziale. Poiché la deriva verticale era di poco più corta della lunghezza di ogni ala e quasi altrettanto efficace aerodinamicamente, poteva comportarsi come un'ala quando si utilizzava il timone creando il fenomeno noto come Dutch roll. Per compensare questo effetto le ali vennero di progetto inclinate verso il basso con un angolo diedro negativo di 10°.
La fusoliera dello Starfighter aveva un alto rapporto di finezza (il rapporto lunghezza/larghezza), cioè si assottigliava verso il naso affilato e aveva una piccola sezione frontale. La fusoliera era completamente riempita con il radar, la cabina di pilotaggio, il cannone, carburante, il carrello di atterraggio e il motore. Questa combinazione fusoliera/ala creava le condizioni per una resistenza estremamente bassa, ad eccezione degli assetti di volo ad alto angolo d'attacco (alfa), condizione in cui la resistenza indotta diventava molto elevata. Come risultato, lo Starfighter aveva eccellenti accelerazione e velocità di salita e potenzialmente un'alta velocità massima, ma le prestazioni in virata sostenuta erano scarse. Una modifica successiva dell'F-104A/B consentì l'uso dell'impostazione di decollo per i flap fino alla velocità di Mach 0.8 / 550 nodi, il che migliorò la manovrabilità alle velocità subsoniche. Per il complesso delle sue caratteristiche aerodinamiche, l'F-104 era sensibile ai comandi ed estremamente spietato in caso di errore del pilota.

### Motore

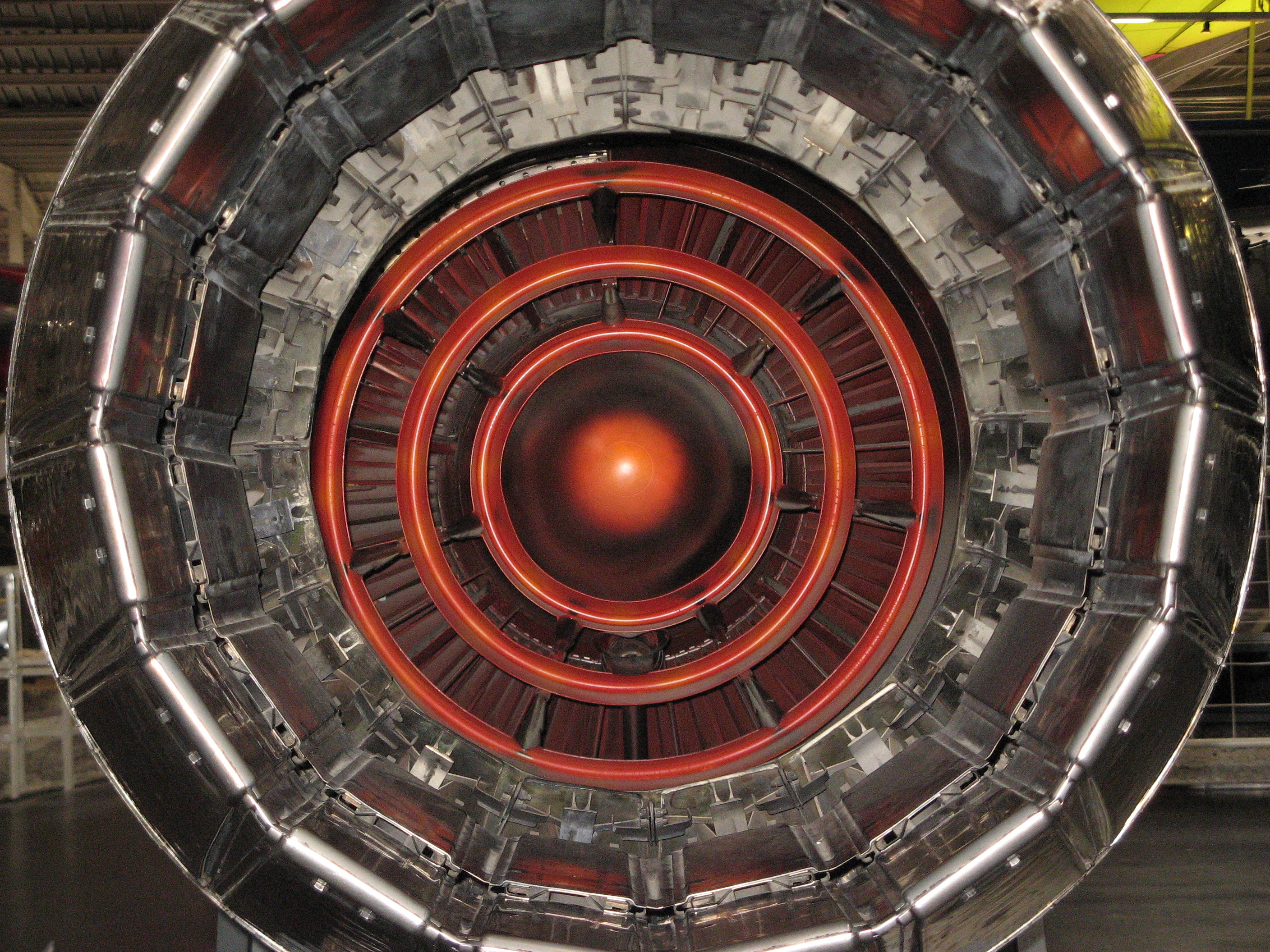
Dettaglio dell'impianto di scarico del motore J79 di un F-104G. Il colore rosso è stato aggiunto dal museo.

L'F-104 è stato progettato per utilizzare il motore turbogetto General Electric J79 alimentato da prese d'aria laterali con coni di aspirazione ottimizzati per le velocità supersoniche. A differenza di alcuni aerei supersonici, l'F-104 non ha prese d'aria a geometria variabile. Il rapporto potenza-peso è eccellente e permette una velocità massima superiore a Mach 2. La velocità massima dello Starfighter è limitata più dalla struttura in alluminio e dai limiti di temperatura del compressore del motore che dalla spinta o resistenza, valori che porterebbero a una velocità massima teorica di Mach 2,2 calcolata solo dal punto di vista aerodinamico. Modelli successivi ai primi impiegarono versioni migliorate del J79, aumentando la spinta e diminuendo il consumo di carburante in modo significativo.
Venne sperimentata anche una versione denominata ZELL (zero-length launch), per un decollo assistito da un potente razzo che partiva quando il motore era già a piena potenza e col postbruciatore; questo progetto venne condotto nel 1963 presso la Edwards AFB in California dall'USAF su un aereo tedesco della Luftwaffe, lo F-104G con marche DA+102 del JBG 31 (JBG - Jagdbombergeschwader - stormo caccia bombardieri) di Norvenich; l'obiettivo era di dare all'aereo la capacità di operare lanciato da un rimorchio nel caso probabile che gli aeroporti tedeschi venissero attaccati e resi inoperativi; il rientro doveva poi avvenire su tratti di autostrada, eventualmente con l'uso del gancio di arresto.

### Seggiolino eiettabile
I primi Starfighter utilizzavano seggiolini eiettabili che uscivano dal basso della fusoliera del tipo Stanley C-1. Ciò era dovuto alla preoccupazione nei confronti dei più convenzionali sedili a espulsione verso l'alto, che si temeva non fossero in grado di evitare l'impennaggio a T che sopraggiungeva. Questa scelta iniziale creò evidenti problemi nelle emergenze a bassa quota e 21 piloti USAF non riuscirono a salvarsi quando i loro velivoli ebbero emergenze a bassa quota. Il sedile a uscita inferiore venne presto rimpiazzato dai Lockheed C-2 a uscita verso l'alto, che erano in grado di evitare la coda, anche se avevano ancora un limite minimo di velocità dell'aereo di 104 nodi (170 km/h) per risultare efficaci. Su molti F-104 per l'esportazione il seggiolino originale venne sostituito dai Martin-Baker Mk.7 con capacità "zero-zero", cioè in grado di estrarre con successo il pilota dal velivolo, anche a quota zero e velocità pari a zero.
Durante l'anno con maggiori perdite per la Luftwaffe, il 1966, il generale Wernher Panitzki criticò le modalità di acquisizione del velivolo; venne anche introdotta una revisione al seggiolino eiettabile, che vide succedersi sui modelli in dotazione alla Luftwaffe, dopo l'iniziale Lockheed C-2, il Talley Corp 10100 con booster a razzo (incline però ad un effetto destabilizzante), poi il Martin-Baker Mk GQ7A zero-zero (sempre per quota zero, velocità zero).

### Avionica
I primi Starfighter USAF avevano un radar basico AN/ASG-14T, il TACAN e una radio UHF AN/ARC-34. La versione cacciabombardiere, che ebbe diffusione sul mercato internazionale, venne invece dotata del radar molto più avanzato Autonetics NASARR, di un avanzato sistema di navigazione inerziale Litton LN-3 Inertial Navigation System, un semplice collimatore ad infrarossi e un computer dati aria.
Alla fine del 1960, la Lockheed, insieme con la Fiat aviazione, divenuta poi Aeritalia, sviluppò una versione più avanzata dello Starfighter, l'F-104S, ad uso dell'Aeronautica Militare italiana per il ruolo di caccia intercettore ogni-tempo. L'F-104S impiegava un radar NASARR R21-G dotato di modalità Moving target indication (MTI) e di illuminatore a onda continua per la guida dei missili a guida radar semiattiva, tra cui l'AIM-7 Sparrow e il Selenia Aspide. Il sistema aggiornato di guida dei missili obbligò a dismettere/sbarcare il cannone M61 Vulcan dello Starfighter. A metà degli anni ottanta, i rimanenti F-104S furono aggiornati allo standard ASA (Aggiornamento Sistemi d'Arma) con un radar FIAR R21G/M1, molto migliorato e più compatto.

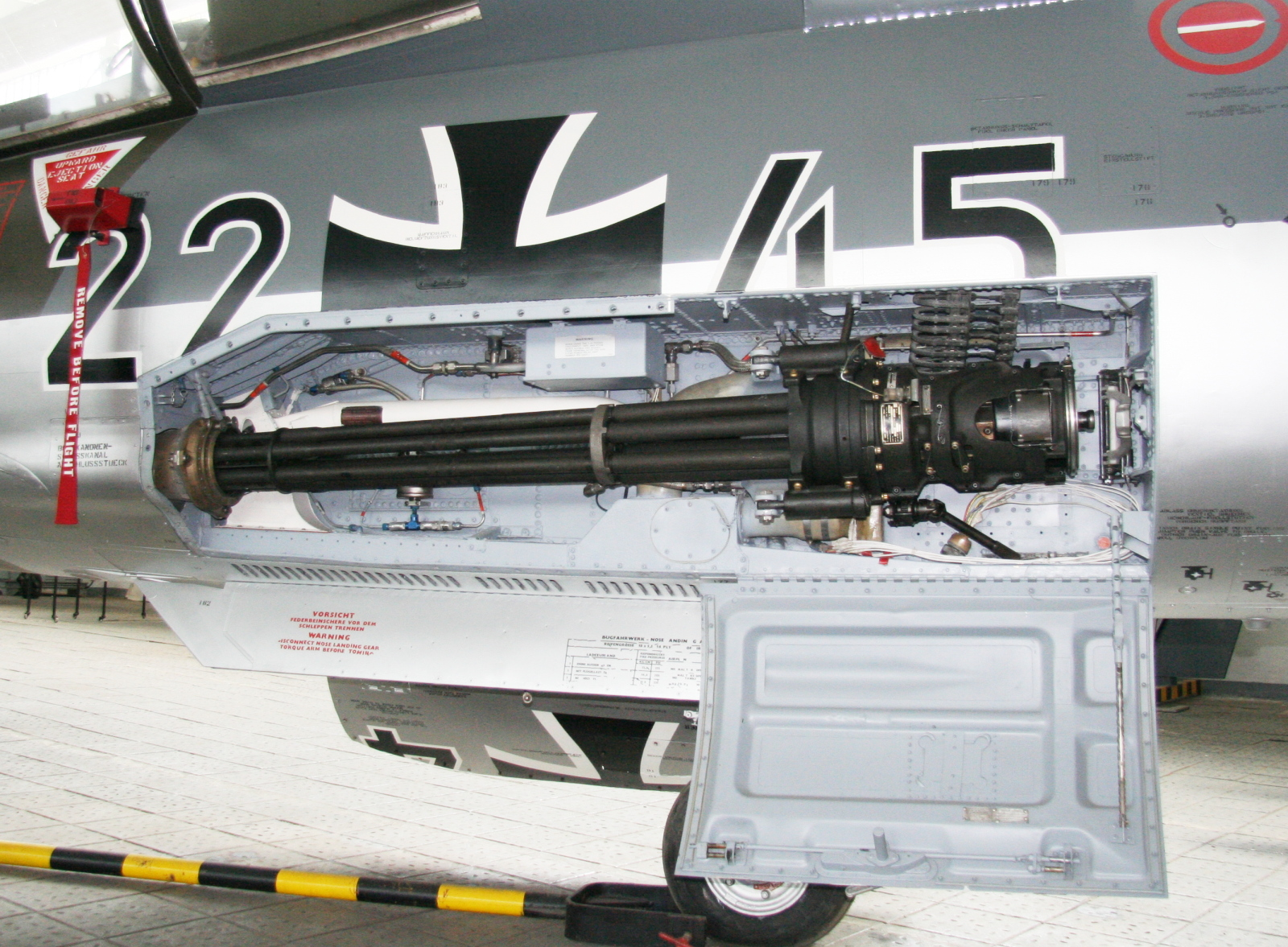
Installazione del cannone M61 Vulcan su un F-104 della Deutsche Marine tedesca

### Armamento
L'armamento di base dell'F-104 è stato il cannone M61 Vulcan da 20 mm a canne rotanti di tipo Gatling. Quest'arma spesso aveva problemi di espulsione dei bossoli con conseguenti problemi di blocco dell'avionica di controllo. Lo Starfighter fu il primo aereo a impiegare questa nuova, per l'epoca, arma, dotata di una cadenza di fuoco di 6000 colpi al minuto. Il cannone, montato nella parte sinistra inferiore della fusoliera, era alimentato da un tamburo con 725 colpi posto dietro il sedile del pilota. Il cannone non veniva installato in tutte le versioni biposto e in alcune versioni monoposto, tra cui gli aerei da ricognizione e i primi F-104S italiani. I vani occupati da cannone e colpi in questi casi ospitavano equipaggiamenti avionici o serbatoi di carburante supplementari. La posizione del cannone era ben scelta perché la vampa non veniva vista dal pilota e quindi non interferiva con le sue capacità di visione notturna.
L'aereo poteva imbarcare due missili aria-aria AIM-9 Sidewinder montati sulle estremità alari che potevano in alternativa ospitare serbatoi di carburante esterni. Agli F-104C venne aggiunto un pilone centrale e due piloni subalari per bombe, razzi o serbatoi di carburante supplementari. Il pilone centrale poteva trasportare un ordigno nucleare. Si poteva montare un lanciatore "catamarano" per due Sidewinders aggiuntivi in posizione avanzata della fusoliera, anche se questo tipo di installazione portava i missili molto vicini al suolo durante gli spostamenti a terra, rendendo le teste di guida vulnerabili ai detriti. Ai modelli F-104S vennero aggiunti altri due piloni lungo la fusoliera sotto gli agganci già disponibili per il trasporto di bombe convenzionali. L'F-104S venne inoltre dotato di un pilone supplementare sotto ogni ala, portando il totale complessivo a nove. I due piloni sub-alari esterni potevano lanciare, oltre agli usuali AIM-9, anche missili a guida radar semiattiva AIM-7 Sparrow di portata maggiore, il cui sistema di controllo (SAS) era alloggiato nel vano inizialmente destinato al cannone.
Nel suo ruolo di cacciabombardiere nucleare della NATO l'aereo nella versione tedesca G poteva trasportare una singola bomba 1-Mt B-43 come carico esterno al centro della fusoliera; la Luftwaffe arrivò a schierarne fino a 250 con questa capacità, ed ogni Geschwader (stormo) di cacciabombardieri ne manteneva sempre sei in costante allarme (QRA - Quick Reaction Alert) 24 ore al giorno, pronti a decollare con un preavviso di 17 minuti; come in tutti i casi di armi nucleari in dotazione alla NATO, queste non potevano essere impiegate per decisione esclusiva del paese proprietario dell'aereo, ma richiedevano una doppia conferma attraverso dei codici di sicurezza; l'armamento convenzionale poteva essere composto da bengala illuminanti Lepus, bombe a grappolo CBU-33, varie bombe convenzionali non guidate e razziere LAU-3A.
I 151 F-104G del Marineflieger (aviazione navale tedesca) portavano due missili antinave MBB Kormoran sui piloni subalari interni, con portata di 23 miglia e testata di 350 libbre (170 kg circa) ripartita in 16 proiettili radiali con sensore di detonazione ritardata, in modo da esplodere dentro lo scafo della nave colpita, e dopo il lancio volavano a 30 m dal pelo dell'acqua abbassandosi ulteriormente in fase finale per colpire appena sopra il pelo dell'acqua il bersaglio.

### Caratteristiche di volo
Lo Starfighter è stato il primo aereo da combattimento in grado di mantenere in modo continuativo la velocità di Mach 2 in volo (Mach 2,2 per la versione S dotata di motore con maggiore spinta) e la sua velocità massima e prestazioni di salita rimangono degne di nota anche per gli standard moderni. Dotato di sottili ali supersoniche (visibili dalla cabina di pilotaggio solo negli specchietti retrovisori), fu progettato per garantire prestazioni ottimali a Mach 1,4 o più. Se utilizzato in modo appropriato, con attacchi a sorpresa ad alta velocità e un buon uso del suo eccezionale rapporto spinta-peso, poteva rivelarsi un avversario formidabile. Era eccezionale nella stabilità alle alte velocità (maggiori di 600 nodi) a bassissima quota, il che lo rendeva un ottimo cacciabombardiere tattico nucleare. Tuttavia, se attirato o costretto ad un combattimento manovrato a velocità inferiori  contro avversari subsonici convenzionali in grado di eseguire virate strette (come accadde ai piloti pakistani che fronteggiavano gli Hawker Hunter dell'India, nel 1965), l'esito dei duelli aerei era sempre in bilico in quanto penalizzato da semiali corte e trapezioidali. Il grande raggio di virata degli F-104 era dovuto all'alta velocità necessaria per manovrare, all'elevato rischio di stallo assumendo alti angoli di attacco e al rischio, noto agli equipaggi, insito nella tendenza dell'aereo ad assumere un assetto cabrato.
Le velocità di decollo erano nella regione dei 190 nodi (352 km/h), con il pilota che doveva rapidamente retrarre il carrello di atterraggio per evitare di superare il limite di velocità di 260 nodi (481 km/h) oltre la quale si sarebbe danneggiato. Salita e prestazioni in volo a velocità di crociera erano eccezionali. In modo non convenzionale, una spia slow ("rallenta") si accendeva sul cruscotto a circa Mach 2 per indicare che il compressore del motore si stava avvicinando al suo limite di temperatura e il pilota doveva rallentare il regime di rotazione del motore.
Percorrendo il circuito di traffico aeroportuale, il lato sottovento poteva essere volato a 210 nodi (389 km/h) con i flap in posizione land selezionati, mentre il segmento finale era tipicamente volato a velocità intorno a 180 nodi (333 km/h) in funzione del peso del carburante rimanente. Andava mantenuta un'elevata potenza del motore fino all'approccio finale per garantire un adeguato flusso d'aria per il sistema BLC (Boundary Layer Control), di conseguenza i piloti venivano avvertiti di non tagliare la manetta del reattore fino a quando l'aereo non era atterrato con certezza. La corsa di atterraggio veniva efficientemente ridotta dal parafreno e da un sistema frenante potente.

### Sicurezza
Il livello di sicurezza dell'F-104 Starfighter divenne notizia di grande interesse per il pubblico, soprattutto in Germania, a metà degli anni sessanta. Nella Germania occidentale si cominciò a soprannominarlo Witwenmacher ("Fabbricavedove") o Bara Volante. Alcune forze aeree hanno perso gran parte dei loro aerei a causa di incidenti, anche se il tasso di incidenti varia notevolmente a seconda delle condizioni operative. L'aviazione tedesca ha perso circa il 30% dei suoi F-104 in incidenti durante la sua carriera, mentre il Canada ha perso oltre il 50% dei suoi Starfighter; di contro, l'aeronautica militare spagnola non ne ha perso nessuno. Bisogna però notare che le condizioni di volo nei vari paesi erano alquanto differenti: in Spagna vi fu una sola squadriglia di F-104, con 21 velivoli, in servizio per soli sette anni e nel ruolo di intercettori. In Germania invece furono oltre 900, volavano con reparti di caccia ma anche di attacco al suolo e con condizioni meteo spesso pessime, con piloti che volavano per circa 15 ore al mese, contro le 20 degli altri piloti NATO, e passavano dall'addestramento iniziale nel sole del deserto statunitense alla visibilità minima tedesca su aerei manutenuti da coscritti altrettanto scarsamente addestrati (lo Starfighter richiedeva da 38 a 45 ore di manutenzione per ogni ora di volo).
Anche tra i canadesi, che lo usarono esclusivamente nel ruolo di attacco al suolo e come parte della forza NATO di deterrenza nucleare, vi fu un tasso di perdite pari al 50%, il più elevato in assoluto; sui 200 CF104, dotati di equipaggiamento R-24A NASARR per l'esclusivo attacco al suolo e prodotti dalla Canadair, che equipaggiavano gli otto Squadrons in servizio in Germania, la metà andò distrutta in incidenti di volo; i restanti 38 TF104 prodotti dalla Lockheed per l'addestramento vennero usati dalla Strike-Recce OTU, riformata come 417 Operational Training Squadron (attiva dal 1962 al 1983).
Il tasso d'incidenti di classe A (che comporta la perdita del velivolo) dell'F-104 in servizio con l'USAF è stato di 26,7 incidenti ogni 100.000 ore di volo a partire da giugno 1977 (30,63 fino alla fine del 2007), il tasso di incidenti più alto di qualsiasi caccia della Century Series per l'USAF. In confronto, il tasso di incidenti del Convair F-102 Delta Dagger era di 14,2 per 100.000 ore di volo(13,69 fino al 2007) mentre il tasso di incidenti per il North American F-100 Super Sabre era di 16,25 infortuni ogni 100.000 ore di volo.
Tra i piloti più famosi della aeronautica militare statunitense che persero la vita in incidenti con l'F-104 si annoverano il generale di brigata Barnie B. McEntire, il tenente colonnello Raymond A. Evans, il maggiore Henry J. Schneckloth, il maggiore Robert H. Lawrence, Jr. e il capitano Iven Kincheloe. Il pilota collaudatore (ex USAAF) Joe Walker morì in una collisione in volo con un XB-70 Valkyrie mentre volava con un F-104. Chuck Yeager, il primo uomo a superare il muro del suono, rimase quasi ucciso quando perse il controllo di un NF-104A durante un tentativo di record di quota. Nell'incidente perse la punta di due dita e venne ricoverato in ospedale per lungo tempo con gravi ustioni dopo essersi lanciato con il seggiolino eiettabile dal velivolo. L'aereo era pressurizzato.

## Impiego operativo

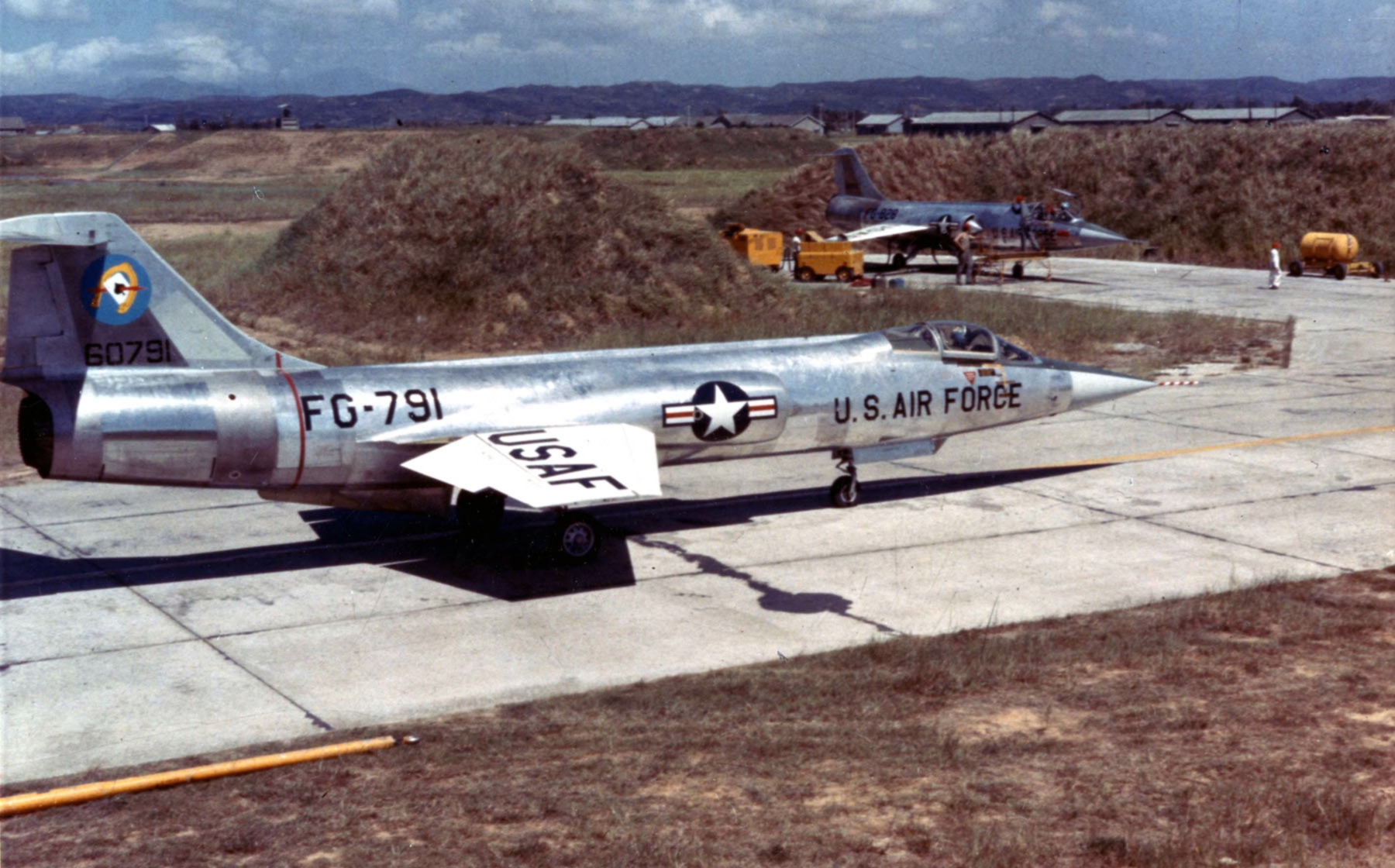
Lockheed F-104A dell'83rd Fighter Interceptor Squadron presso la Taoyuan Air Base di Taiwan il 15 settembre 1958, nel corso della Seconda crisi dello stretto di Taiwan.

### Stati Uniti d'America
Inizialmente, l'F-104A venne brevemente impiegato dall'Air Defense Command / Aerospace Defense Command (ADC) dell'USAF come caccia intercettore, anche se né la sua autonomia, né l'armamento erano adatti per quel ruolo. La prima unità ad entrare in servizio con l'F-104A fu il 20 febbraio 1958 l'83° Fighter Interceptor Squadron, di base presso la Hamilton AFB in California. Dopo soli tre mesi di servizio, l'unità venne messa a terra dopo una serie di incidenti causati dal motore degli aerei. I velivoli vennero poi dotati del motore J79-3B e altre tre unità dell'ADC ricevettero in dotazione gli F-104A. L'USAF ridusse gli ordini da 722 Starfighter a 155. Dopo solo un anno di servizio, i velivoli già in servizio furono consegnati all'Air National Guard, in linea con il piano per cui l'F-104 doveva essere una soluzione provvisoria mentre l'ADC attendeva la consegna dei Convair F-106 Delta Dart.
Durante la crisi di Berlino del 1961 il presidente John F. Kennedy ordinò il 30 agosto 1961 di rientrare in servizio a 148.000 appartenenti alla Guardia Nazionale e alla Riserva, in risposta alle mosse sovietiche che miravano a impedire l'accesso alla città di Berlino. 21 067 di questi effettivi erano della Air National Guard (ANG) e vennero formati 18 gruppi di aerei da caccia, quattro gruppi da ricognizione, sei gruppi da trasporto e un gruppo di controllo tattico. Il 1º novembre 1962 l'USAF mobilitò tre ulteriori gruppi di caccia intercettori della ANG. A fine ottobre e inizio novembre, otto delle unità da combattimento tattico si trasferirono in Europa con i loro 216 aerei con l'"Operazione Stair Step". A causa della loro scarsa autonomia, 60 F-104A furono trasferiti disassemblati con aerei da trasporto. La crisi si concluse nell'estate del 1962 e il personale ritornò negli Stati Uniti.
Il successivo modello, l'F-104C, entrò in servizio con il Tactical Air Command come caccia multiruolo e cacciabombardiere. Il 479° Tactical Fighter Wing, con base George AFB in California, fu la prima unità a ricevere in dotazione questa variante di Starfighter nel settembre 1958. Sebbene non fosse una piattaforma ottimale per quel teatro di operazioni, l'F-104C venne impiegato limitatamente nella guerra del Vietnam. Nel 1967 anche gli F-104C vennero trasferiti alla Guardia Nazionale.

#### Guerra del Vietnam
In occasione dell'inizio dell'Operazione Rolling Thunder, lo Starfighter fu utilizzato sia nel ruolo di superiorità aerea e sia per il supporto aereo, anche se vi furono pochi combattimenti aerei. Malgrado gli F104 non abbiano abbattuto nessun aereo, svolsero con successo il compito di deterrenza nei confronti dei MiG. I gruppi di Starfighter effettuarono due rischieramenti in Vietnam, il primo dei quali da aprile 1965 a novembre 1965, volando 2937 sortite di combattimento. Durante questo primo impiego, due Starfighter furono abbattuti dal fuoco proveniente da terra. Un altro venne abbattuto da un Shenyang J-6 dopo aver sconfinato e due F-104 andarono persi per una collisione in volo durante le ricerche dell'aereo disperso. Il 476° Tactical Fighter Squadron venne invece rischierato in Vietnam da aprile a luglio 1965, perdendo uno Starfighter, mentre il 436° Tactical Fighter Squadron fu presente in Vietnam dal mese di luglio 1965 fino all'ottobre dello stesso anno, perdendo quattro velivoli.

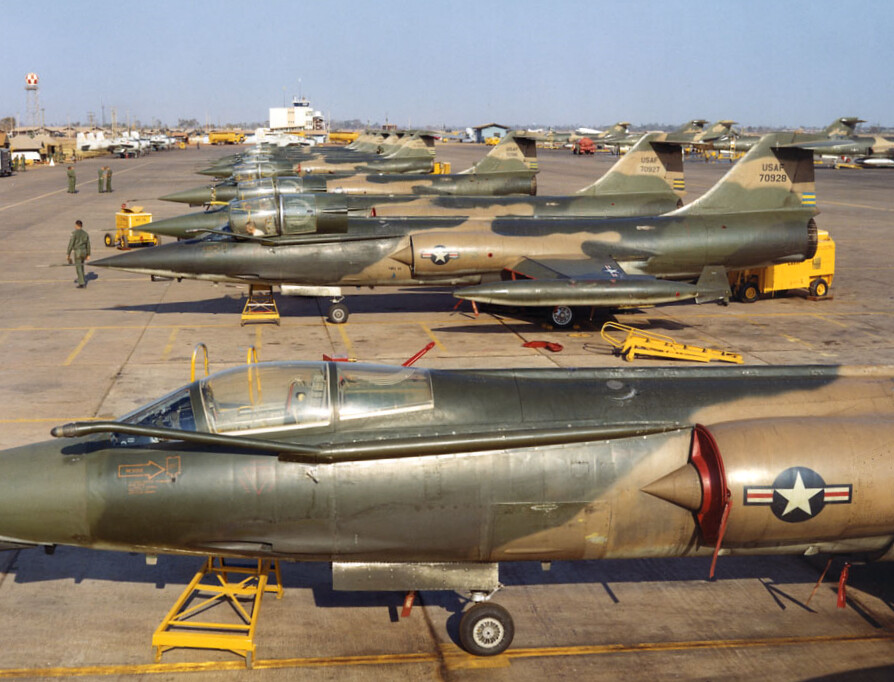
F-104C del 479° Tactical Fighter Wing a Da Nang nel 1965

Gli Starfighter tornarono in Vietnam quando il 435° Tactical Fighter Squadron vi venne rischierato dal giugno 1966 fino al luglio 1967. In quel periodo vennero effettuate altre 2269 sortite di combattimento, per un totale di 5206 sortite nel conflitto nel corso dei due rischieramenti. Altri nove F-104 furono persi: due abbattuti dall'artiglieria antiaerea, tre da missili terra-aria e quattro perduti per guasti al motore. Le unità di Starfighter vennero sostituite nel teatro di operazioni da altre con altri tipi di velivoli o passarono all'F-4 Phantom nel luglio 1967 dopo aver perso in Vietnam un totale di 14 F-104 tra tutte le varie cause. Gli F-104 operativi in Vietnam furono aggiornati con il radar warning receiver APR-25/26.
| Data              | Modello    | Unità                                 | Causa/Note                                                                                                 |
| ----------------- | ---------- | ------------------------------------- | --- |
| 29 giugno 1965    | F-104C     | 476th Tactical Fighter Squadron (TFS) | Abbattuto da fuoco da terra mentre forniva close air support (CAS).                                        |
| 22 luglio 1965    | F-104C     | 436th TFS                             | Abbattuto da fuoco da terra durante una missione CAS.                                                      |
| 20 settembre 1965 | F-104C     | 435th TFS                             | Abbattuto da un MiG-19 (J-6) colpito da proiettili da 30mm mentre era in missione di pattugliamento aereo. |
| 20 settembre 1965 | (2) F-104C | 436th TFS                             | Collisione in volo durante le ricerche dell'F-104C disperso.                                               |
| 1º agosto 1966    | (2) F-104C | 435th TFS                             | Abbattuti da missili terra aria SA-2 durante una missione di pattugliamento aereo.                         |
| 1º settembre 1966 | F-104C     | 435th TFS                             | Abbattuto da artiglieria antiaerea nel corso di missione di ricognizione                                   |
| 2 ottobre 1966    | F-104C     | 435th TFS                             | Abbattuto da un missile SA-2 a 10000 piedi nel corso di missione di ricognizione.                          |
| 20 ottobre 1966   | F-104C     | 435th TFS                             | Abbattuto da fuoco da terra nel corso di missione di ricognizione.                                         |
| 12 gennaio 1967   | F-104C     | 435th TFS                             | Distrutto durante l'atterraggio.                                                                           |
| 16 gennaio 1967   | F-104C     | 435th TFS                             | Guasto al motore.                                                                                          |
| 28 gennaio 1967   | F-104C     | 435th TFS                             | Guasto al motore.                                                                                          |
| 14 maggio 1967    | F-104C     | 435th TFS                             | Guasto al motore.                                                                                          |

L'USAF era poco soddisfatta dello Starfighter e acquisì solo 296 esemplari in versione monoposto e biposto. All'epoca la dottrina americana per la guerra aerea dava poca importanza alla superiorità aerea (lo scontro tra aerei da caccia) e l'F-104 era ritenuto inadeguato sia per il ruolo di intercettore (cioè per l'impiego contro i bombardieri), sia per il ruolo di cacciabombardiere tattico, avendo capacità di carico e autonomia inferiori rispetto ad altri aerei USAF. Venne quindi rapidamente ritirato dall'impiego a partire dal 1965. Gli ultimi F-104A in servizio operativo con l'USAF furono aggiornati nel 1967 con la sostituzione dei motori con i più potenti e affidabili J79-GE-19. Gli ultimi Starfighter dell'USAF cessarono il servizio attivo nel 1969. Ne rimasero in servizio con la Puerto Rico Air National Guard fino al 1975.
L'ultimo impiego di Starfighter con insegne statunitensi ebbe luogo in occasione dell'addestramento di piloti tedeschi per la Luftwaffe, quando venne creato un gruppo di TF-104G e F-104G con sede presso la Luke Air Force Base in Arizona. Sebbene operassero con identificativi statunitensi, questi aerei - tra cui alcuni di produzione tedesca - erano di proprietà della Germania. Rimasero in servizio fino al 1983.

### Guerre indo-pakistane
All'alba del 6 settembre 1965, il flight liutenant pakistano Aftab Alam Khan rivendicò l'abbattimento di un Dassault Mystère IV indiano nel Pakistan occidentale e il danneggiamento di un altro, il che segnò l'inizio dei combattimenti aerei nella guerra indo-pakistana del 1965. Secondo le fonti pachistane si sarebbe trattato del primo combattimento aereo con protagonista un caccia da Mach 2 e il primo abbattimento ottenuto utilizzando un missile aria-aria da parte della aeronautica militare del Pakistan. Fonti indiane contestano questa affermazione. Nel corso di quel conflitto l'aeronautica pachistana perse un F-104, mentre gli Starfighter furono accreditati di due vittorie: oltre al Mystère, infatti, secondo fonti pachistane, un F-104 abbatté un Breguet Alizé indiano.
Secondo i pachistani, vi fu anche un'intercettazione condotta da uno Starfighter che portò alla cattura di un velivolo della Bhāratīya Vāyu Senā indiana. Il 3 settembre 1965 un Folland Gnat fu inseguito da un F-104 mentre sorvolava il Pakistan e costretto ad atterrare per arrendersi. L'aereo preda di guerra è tuttora esposto nel museo dell'aviazione pachistana di Karachi.
Durante la successiva guerra indo-pakistana del 1971, due F-104A furono abbattuti in un combattimento contro Mikoyan-Gurevich MiG-21 indiani. Uno degli F-104 era pilotato dal wing commander Middlecoat, che si eiettò al di sopra del Golfo di Kutch in acque infestate da squali, e il cui corpo non fu mai trovato. Secondo un analista militare occidentale, l'episodio decretò la superiorità del MiG-21 nel combattimento aria-aria contro l'F- 104 Starfighter, che tante volte era stata teorizzata negli anni precedenti.

### Scontro nello stretto di Taiwan del 1967
Il 13 gennaio 1967 quattro F-104G della Repubblica di Cina (Taiwan) si scontrarono con una formazione di 8 MiG-19 dell'aviazione militare della Repubblica Popolare Cinese sui cieli dell'isola contesa di Quemoy. Due F-104 abbatterono un MiG-19 ciascuno, ottenendo la prima vittoria confermata della storia per gli Starfighter, vista l'assenza di riscontri nella guerra del Vietnam nel 1965 e le controversie nelle ricostruzioni degli scontri aerei tra India e Pakistan dello stesso anno. Un F-104 non rientrò alla base dopo la battaglia aerea e il pilota fu dichiarato disperso in combattimento.

### Altri utilizzatori nel mondo

F-104G dell'AM oggi al Museo storico dell'Aeronautica Militare

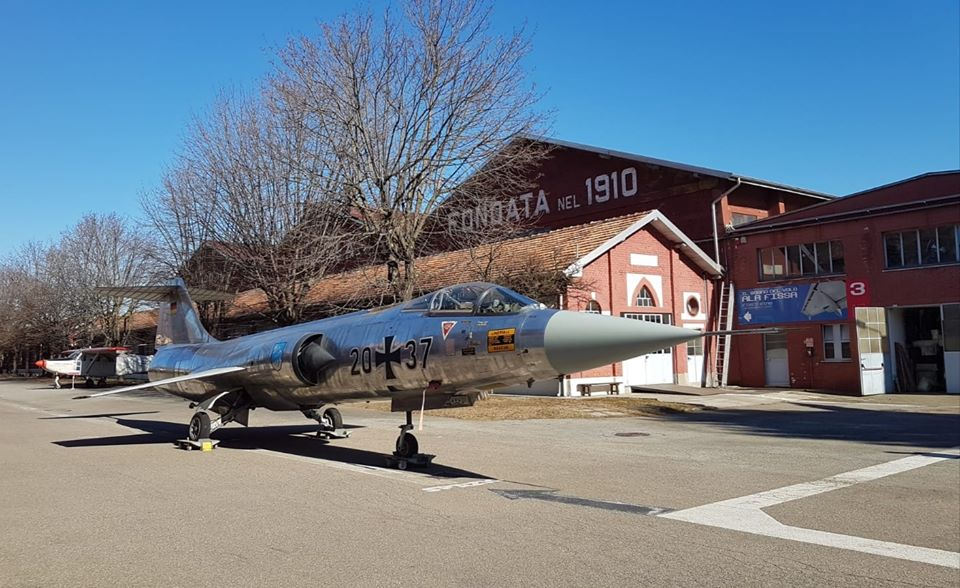
F-104G con la livrea della Luftwaffe esposto all'interno del Parco e Museo di Volandia.

Mentre l'F-104 stava perdendo interesse negli Stati Uniti, l'aviazione tedesca era alla ricerca di un aereo da combattimento multi-ruolo di progettazione straniera da impiegare a supporto della propria rete missilistica di difesa aerea. La Lockheed rielaborò lo Starfighter per convertirlo da intercettore operativo solo con tempo favorevole ad aereo da attacco al suolo, ricognizione e per intercettazione ogni-tempo, presentando il risultato come F-104G dalla iniziale di German. L'aereo risultò vincitore nel confronto con l'English Electric Lightning, il Grumman F11F Super Tiger e il Northrop N-156. Si aprirono le porte per un nuovo mercato con altri paesi della NATO che portò alla costruzione di un totale di 2578 F-104 tra tutte le varianti costruite negli Stati Uniti e all'estero per le varie nazioni. Diversi paesi ricevettero gli Starfighter grazie ai fondi stanziati nell'ambito del programma di assistenza militare Military Assistance Program (MAP). Negli aerei prodotti al di fuori dagli Stati Uniti, venne mantenuto il progetto del motore originale, ma ne fu consentita la costruzione su licenza in Europa, Canada e Giappone. I seggiolini eiettabili inizialmente furono quelli di progettazione Lockheed, ma in seguito furono sostituiti in alcuni paesi dai più sicuri modelli prodotti dalla Martin-Baker e in grado di funzionare da quota zero e velocità zero.
Il cosiddetto "affare del secolo" generò grandi ritorni economici per la Lockheed, ma l'emergere dello scandalo Lockheed relativo a gravi casi di corruzione avvenuta in diversi paesi e in particolare nei Paesi Bassi, Germania Ovest, Giappone e Italia, causò notevoli controversie politiche. In Germania il ministro della Difesa Franz Josef Strauß fu accusato di aver ricevuto almeno 10 milioni di dollari per l'acquisto degli F-104 Starfighter della Germania Ovest nel 1961. Il principe Bernhard dei Paesi Bassi in seguito confessò di aver ricevuto più di 1 milione di dollari in tangenti. Tra il 1975 e il 1976 la Commissione Church, del Senato statunitense, fece emergere che le pratiche di corruzione nell'esportazione di armi da parte della Lockheed Corporation costituivano un sistema diffuso e consolidato. In Giappone però gli sforzi di corruzione della Lockheed vertevano intorno all'acquisizione degli aerei da pattugliamento marittimo, mentre in Italia lo scandalo riguardò l'acquisizione degli aerei da trasporto Lockheed C-130 Hercules.
L'impiego del F-104G al di fuori degli Stati Uniti iniziò a diminuire verso la fine degli anni settanta, sostituito nel ruolo in molti casi dal General Dynamics F-16 Fighting Falcon. Gli Starfighter rimasero in servizio presso alcune forze aeree per altri due decenni. Gli ultimi F-104 S-ASA operativi furono impiegati dall'Aeronautica Militare italiana, che li ha dismessi il 31 ottobre 2004.

## Versioni
XF-104

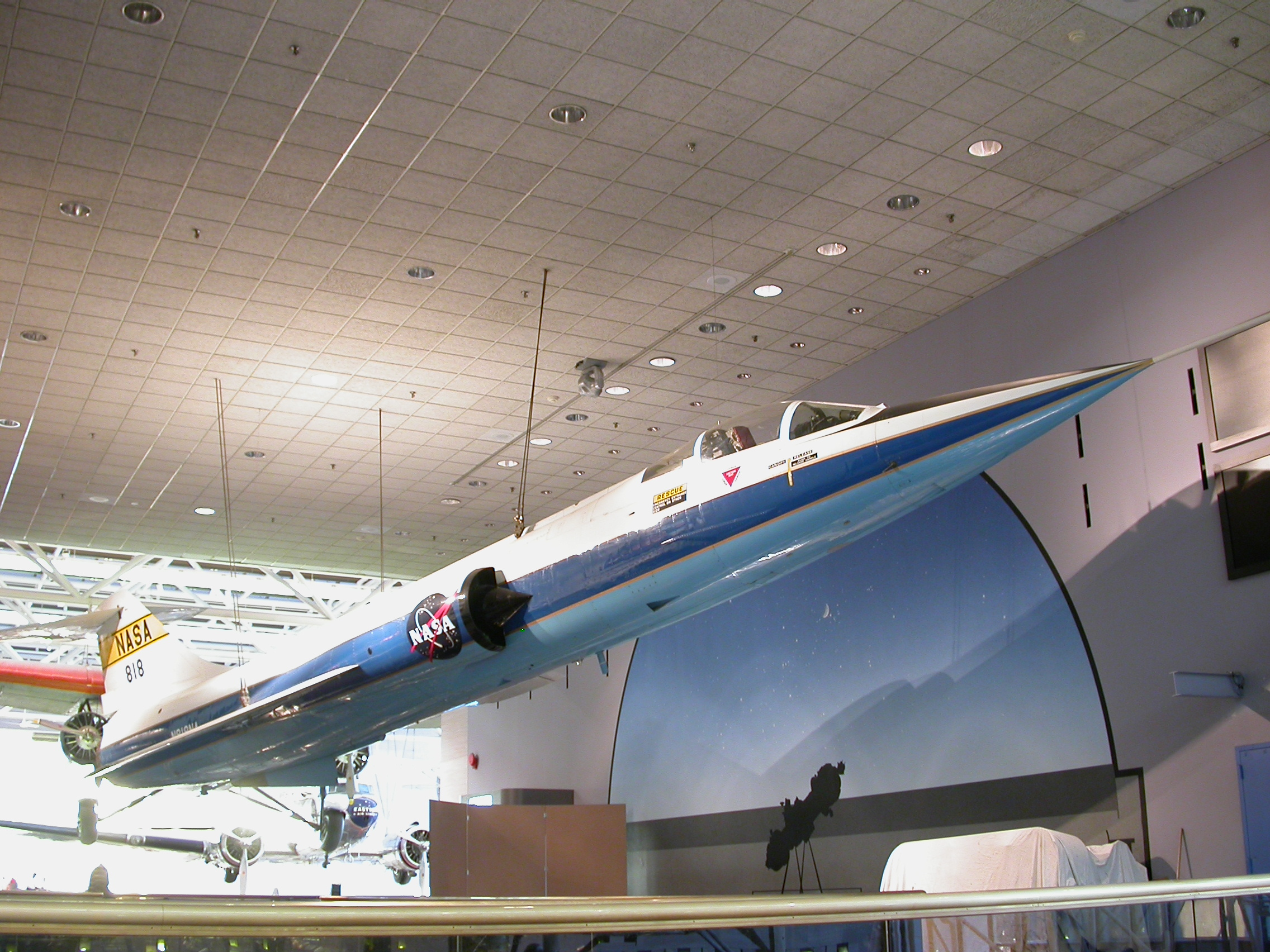
Un Lockheed YF-104A, AF ser. no. 55-2961, NASA aircraft number 818. Primo volo con la NASA il 27 agosto 1956, ultimo volo 26 agosto 1975 – 1439 voli eseguiti

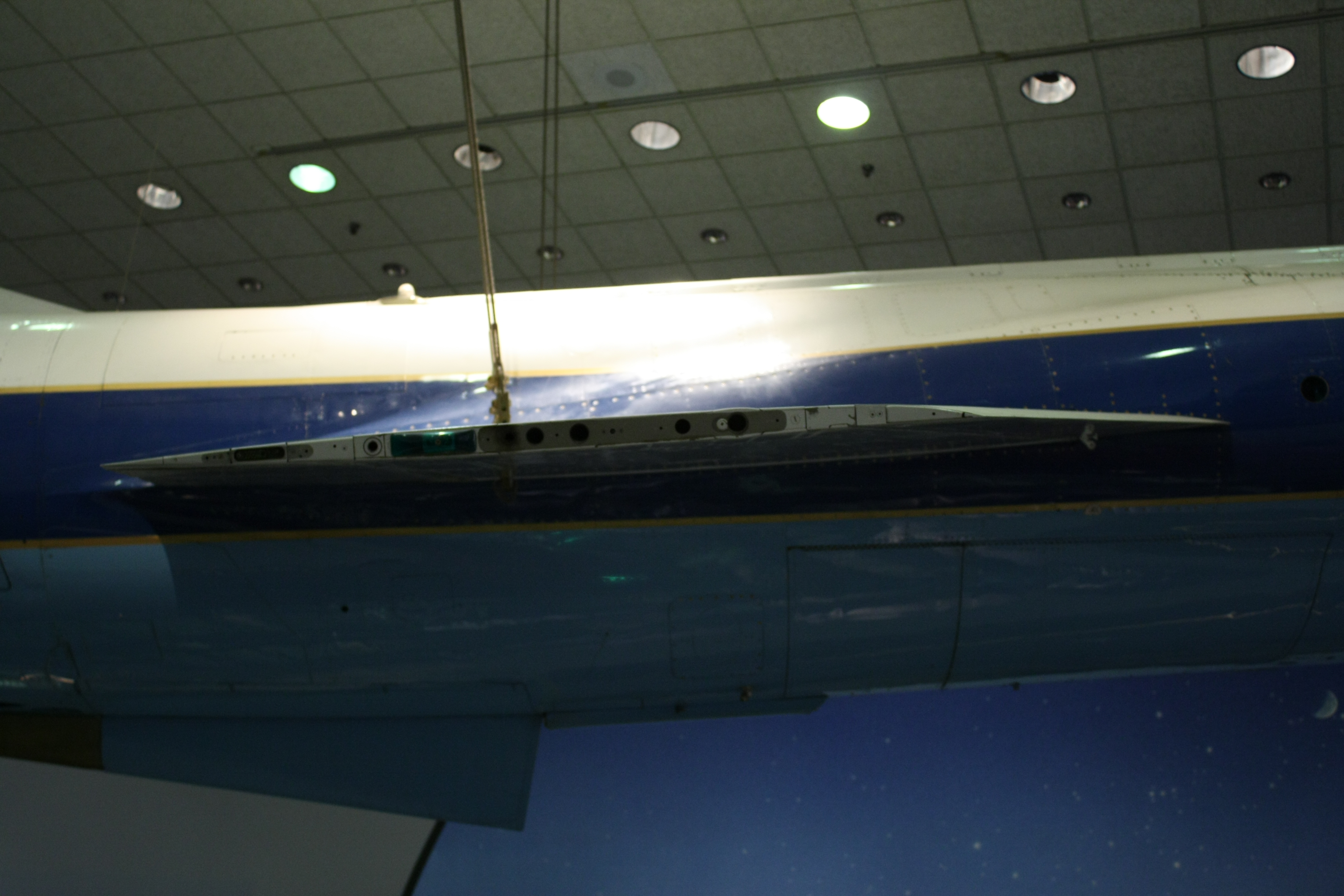
Vista laterale dell'YF-104A che da l'evidenza dello spessore ridotto dell'ala

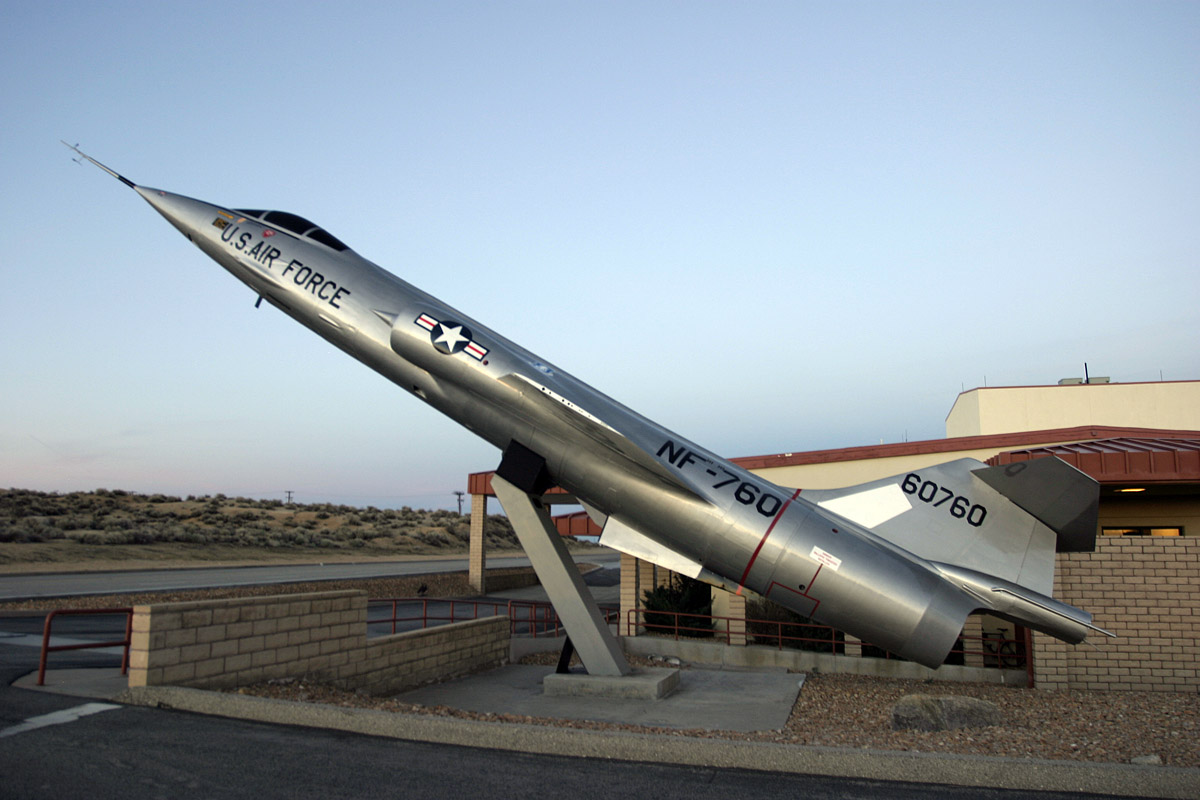
Un Lockheed NF-104A

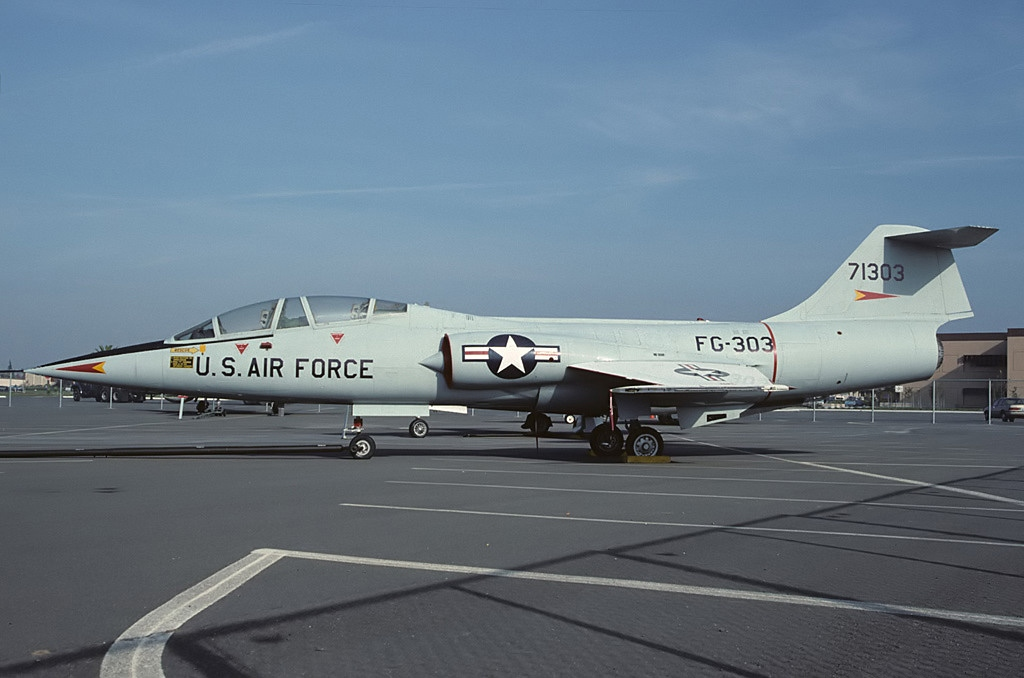
Un Lockheed F-104B Starfighter

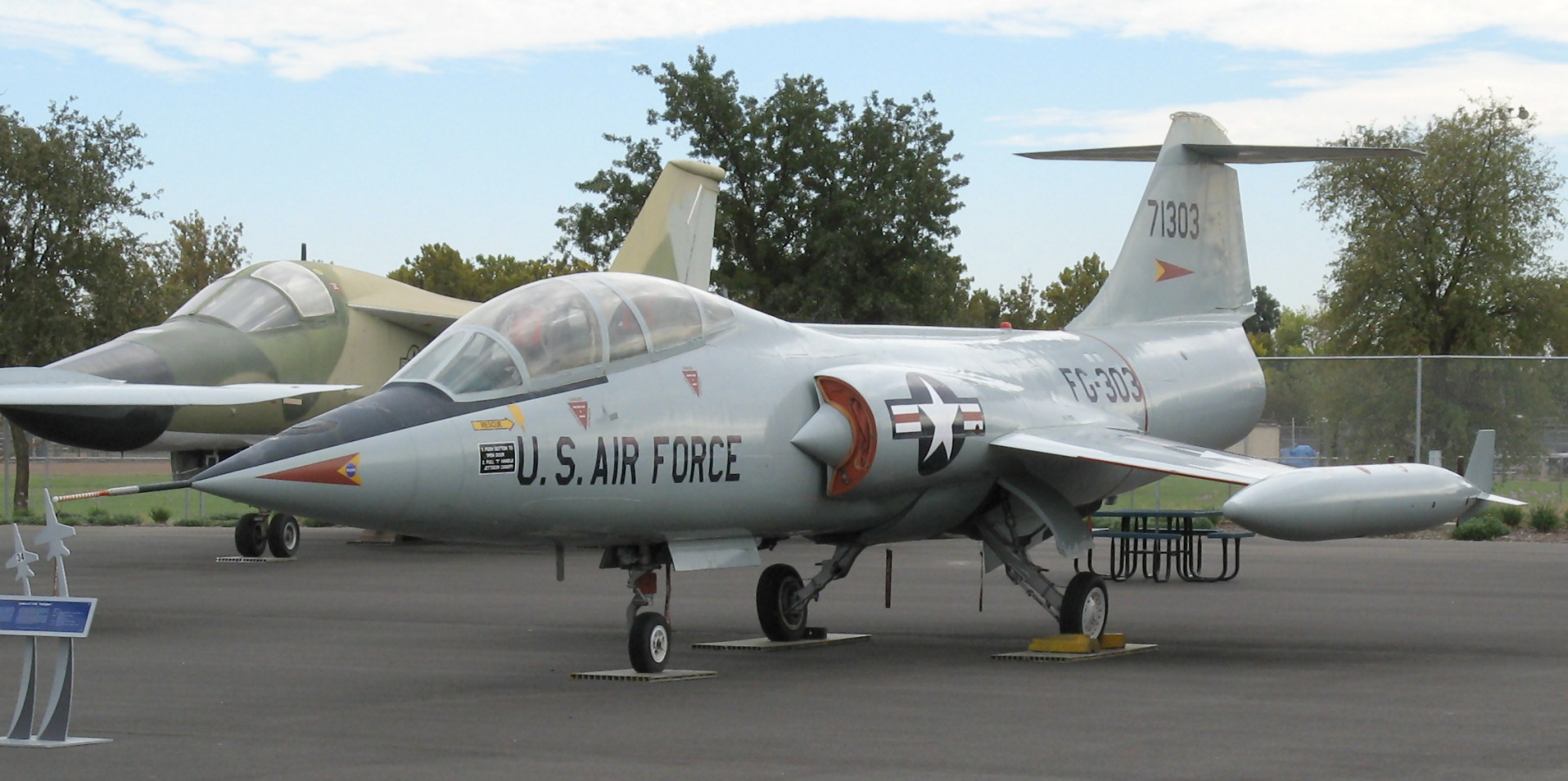
Un Lockheed F-104D Starfighter

Nome dei due prototipi dotati del motore Wright J65 in attesa del motore J79 di serie che non era ancora pronto; un aereo montava il cannone M61 come banco di prova armamento. Entrambi i velivoli sono andati distrutti in incidenti.
YF-104A
17 aerei di pre-produzione utilizzati per le prove sul motore ed equipaggiamenti e per le prove di volo. La maggior parte sono stati poi convertiti allo standard F-104A.
F-104A
Caccia intercettore, versione iniziale di produzione per un totale di 153 velivoli. L'F-104A venne impiegato dall'USAF dal 1958 al 1960 e poi fu trasferito alla Air National Guard fino al 1963 quando vennero richiamati dall'Air Defense Command per equipaggiare il 319th e il 331st Fighter Interceptor Squadron. Alcuni vennero esportati in Giordania, Pakistan e Taiwan e ognuno di questi tre stati ebbe occasione di utilizzarli in combattimento. Nel 1967 gli F-104A della 319º gruppo furono riequipaggiati con i motori J79-GE-19 motori da 17,900 lbf (79.6 kN) di spinta con postbruciatore; la quota di tangenza con questo motore si alzò al di sopra dei 73,000 ft (22,250 m). Nel 1969 tutti gli F-104A e B in servizio con l'Air Defense Command vennero ritirati dal servizio. Il 18 maggio 1958 un F-104A stabilì il record mondiale di velocità di 1 404,19 mph (2 259,82 km/h).
NF-104A
tre versioni demilitarizzate e dotate di un motore a razzo Rocketdyne LR121/AR-2-NA-1 con una spinta supplementare di 6 000 lbf (27 kN), utilizzate per l'addestramento degli astronauti a quote fino a 120 800 ft (36 820 m).
QF-104A
22 F-104A convertiti droni radiocomandati e aerei per sperimentazioni.
F-104B
Versione biposto in tandem a doppi comandi da addestramento dell'F-104A. Ne vennero costruiti 26 esemplari. L'aereo aveva una pinna ventrale e il timone allargato, non aveva cannone e aveva una capacità di carburante nei serbatoi interni ridotta, ma per il resto rimaneva in grado di operare in combattimento. Un piccolo numero venne fornito alla Giordania, Pakistan e Taiwan.
F-104C
Cacciabombardiere per il Tactical Air Command dell'USAF, dotato di sistema di controllo dell'armamento migliorato (AN/ASG-14T-2), attacchi per armi centrale e due piloni alari supplementari (portando il totale a cinque punti di attacco per serbatoi e armi) e capacità di trasportare una bomba nucleare Mk 28 o Mk 43 al pilone centrale. L'F-104C venne dotato della capacità di rifornimento in volo. Il 14 dicembre 1959 un F-104C stabilì il record mondiale di quota con 103 395 ft (31 515 m). Ne vennero costruiti 77 esemplari.
F-104D

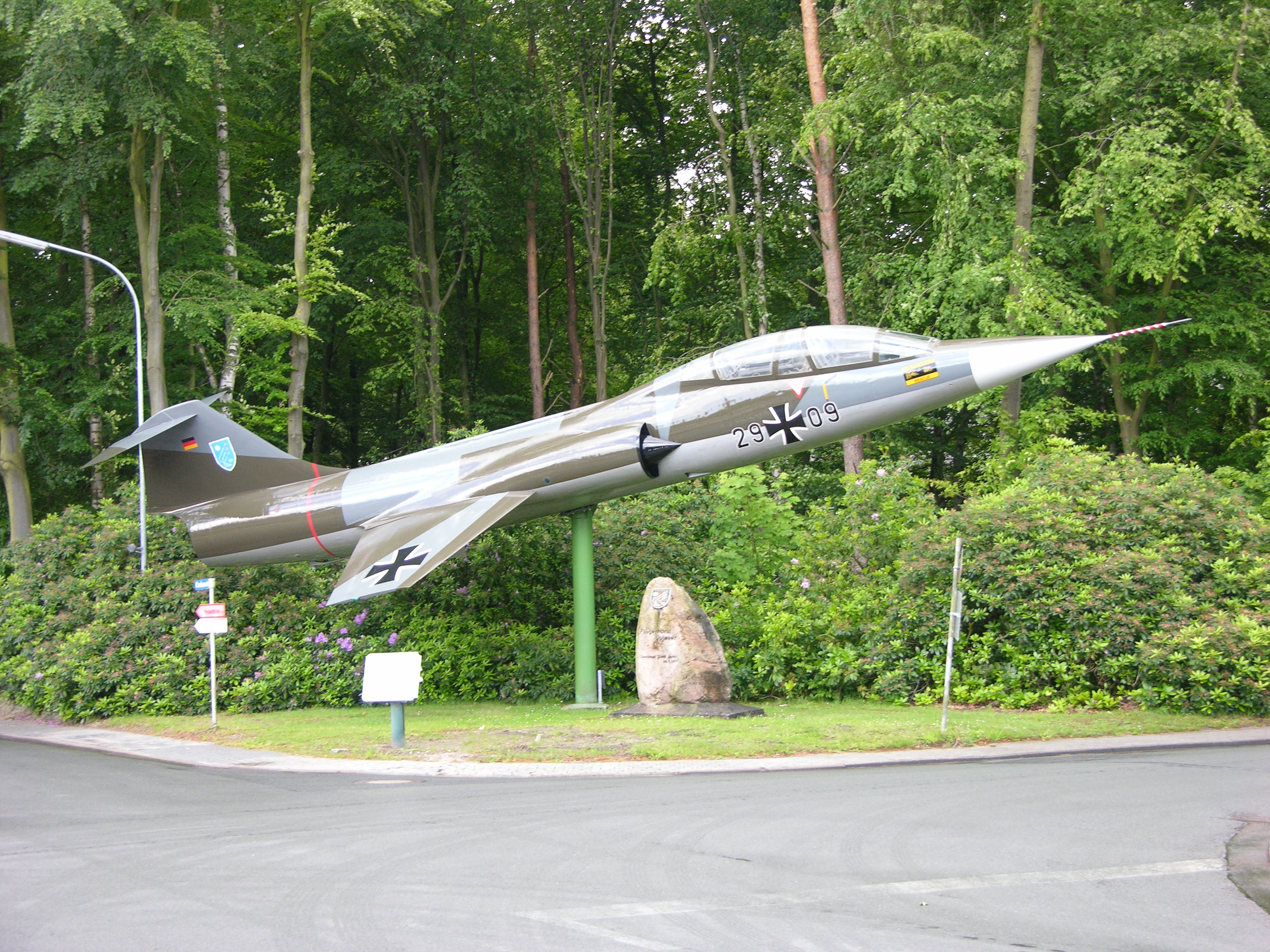
Un F-104F

Versione da addestramento biposto e a doppio comando dell'F-104C. 21 aerei costruiti.
F-104DJ
Versione da addestramento biposto e a doppio comando dell'F-104J per la Kōkū Jieitai giapponese. La Lockheed produsse 21 aerei poi assemblati dalla Mitsubishi.
F-104F
Versione d'addestramento biposto e a doppio comando dell'F-104D, ma equipaggiata con il motore dell'F-104G. Non dotata di radar e priva di capacità di combattimento, venne prodotta come addestratore intermedio per la Luftwaffe tedesca e poi ritirata dal servizio nel 1971; 30 esemplari costruiti.
F-104G

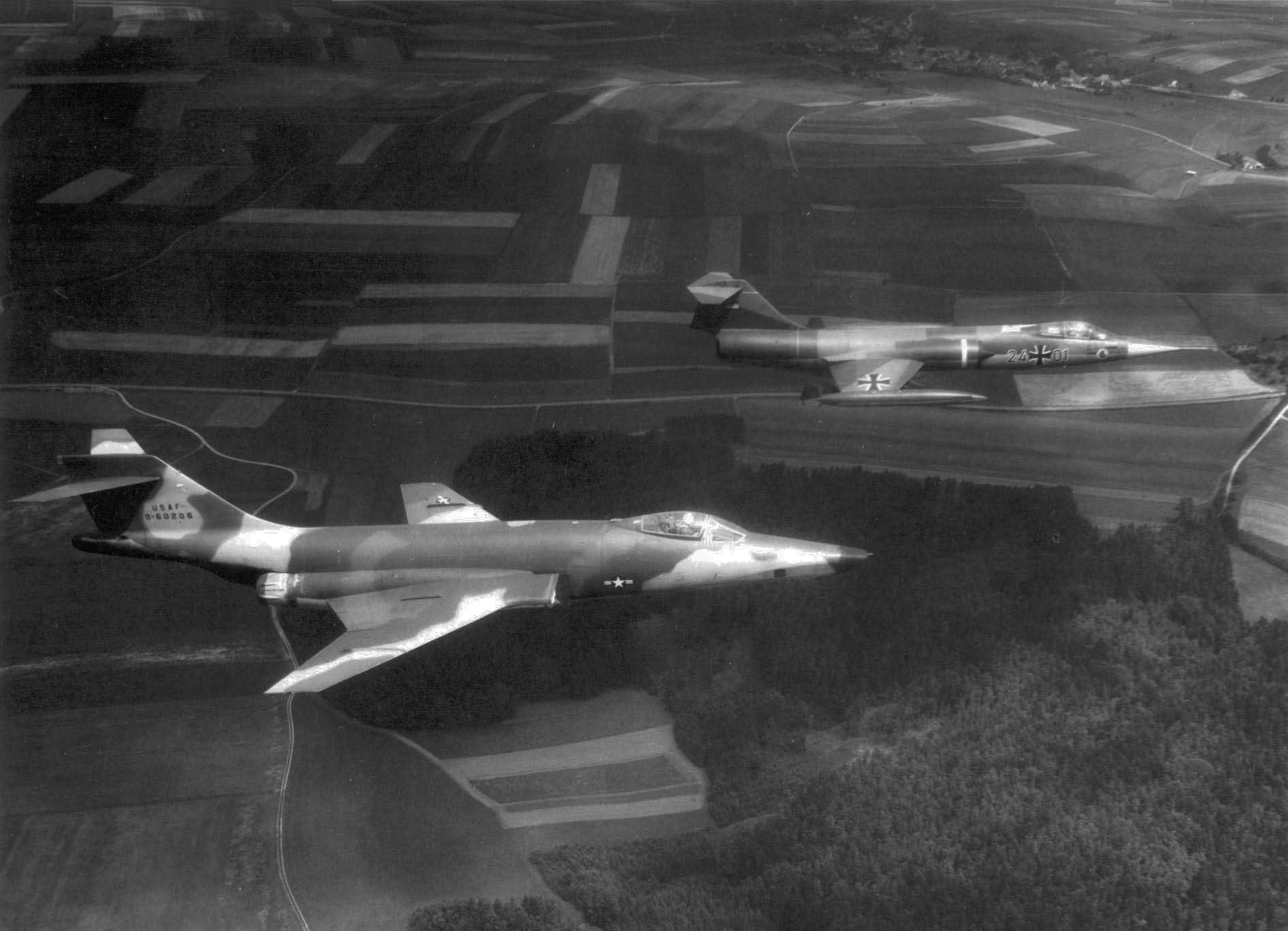
RF-104G tedesco in volo con un McDonnell F-101 Voodoo statunitense.

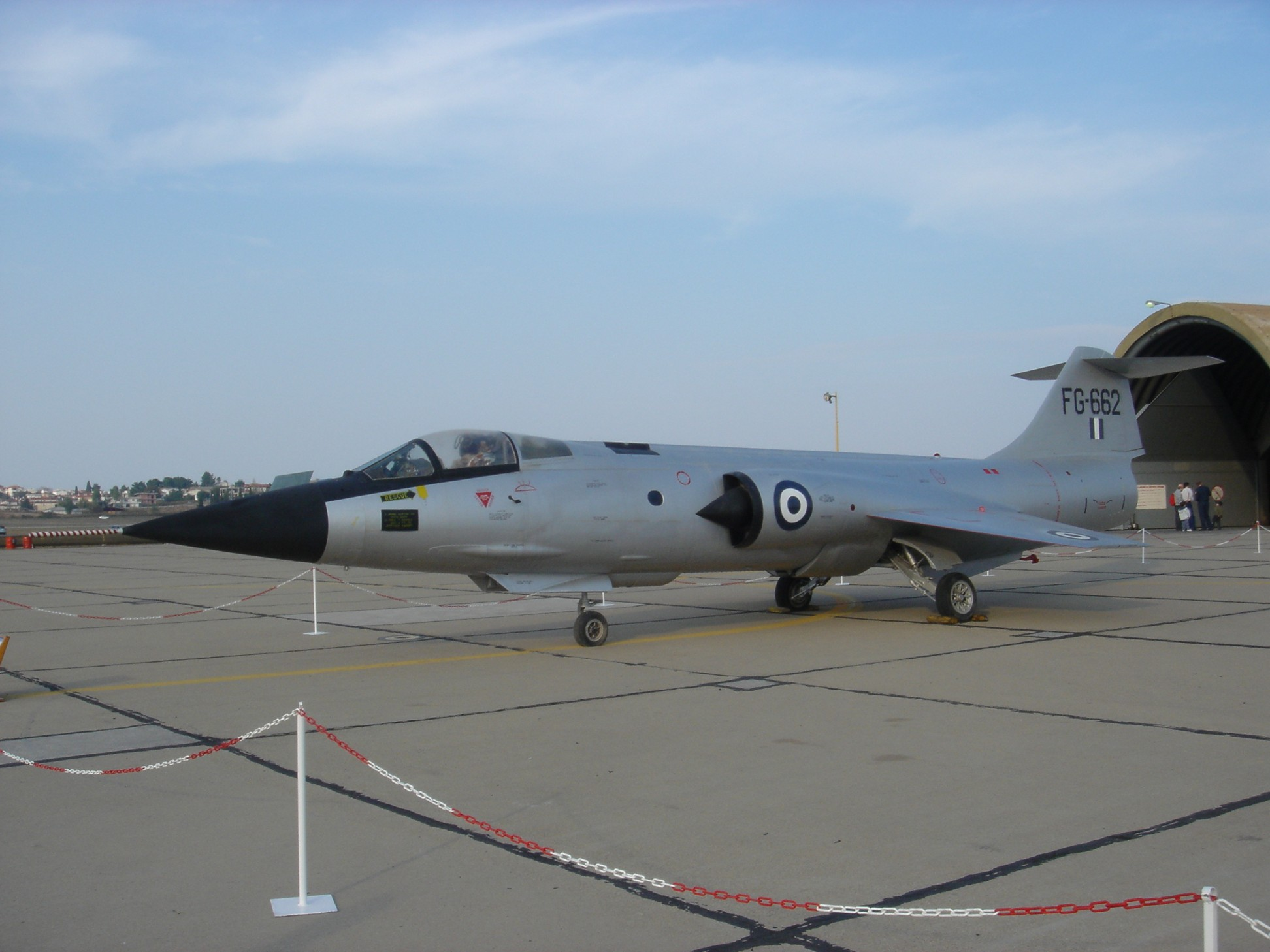
Un F-104G Starfighter dell'Aeronautica greca

Versione realizzata in 1122 velivoli nella configurazione principale nata come cacciabombardiere multiruolo. Venne prodotta dalla Lockheed e su licenza dalla Canadair e un consorzio di aziende europee che comprendeva Messerschmitt/MBB, Dornier, Fiat, Fokker e SABCA. Questa versione era caratterizzata da una fusoliera e struttura alare rinforzata e maggiore capacità interna di combustibile. La deriva verticale era stata ampliata, venne rafforzato il carrello di atterraggio, dotato di pneumatici più grandi e vennero rivisti i flap per migliorare la manovrabilità nel combattimento aereo. L'avionica venne aggiornata con un nuovo radar Autonetics NASARR F15A-41B con capacità aria-aria e modalità di mappatura verso il suolo, un nuovo sistema di navigazione inerziale Litton LN-3 (il primo su un caccia di produzione) e un sistema di ricerca a infrarossi.
RF-104G
189 aerei in versione da ricognizione tattica basati sull'F-104G, di solito equipaggiati con tre telecamere KS-67A montate nella fusoliera e rivolte in avanti al posto del cannone.
TF-104G

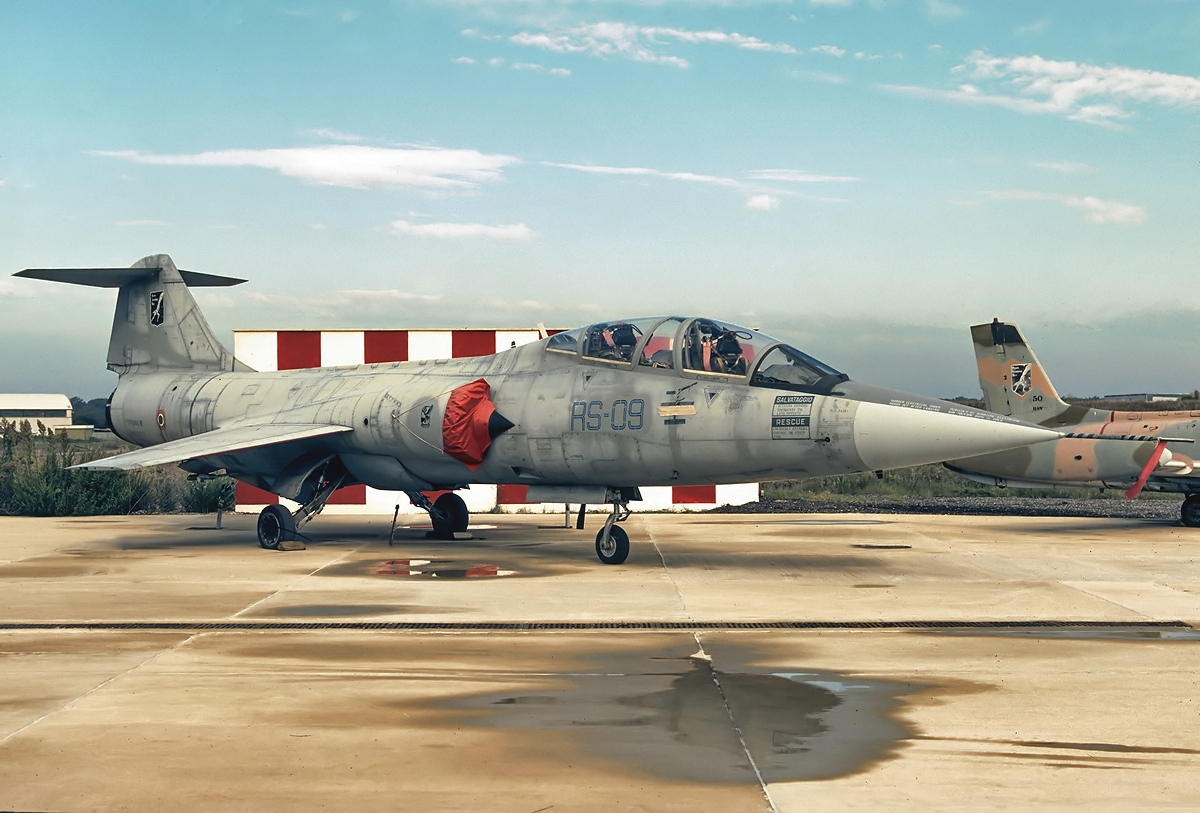
Un TF-104G del Reparto Sperimentale di Volo dell'Aeronautica Militare Italiana

220 aerei da addestramento con capacità di combattimento derivati dall'F-104G. La versione non aveva il cannone e il pilone centrale e inoltre aveva una ridotta capacità interna di combustibile. Un aereo venne utilizzato dalla Lockheed come dimostratore con il numero di registrazione civile L104L e venne pilotato da Jackie Cochran per battere tutti i record mondiali di velocità femminili nel 1964. Questo aereo venne poi ceduto all'Olanda. Un paio di biposto TF-104G e un monoposto F-104G vennero assegnati all'unità sperimentale statunitense di Dryden nel giugno del 1975.
F-104H
Versione per l'esportazione pensata sulla base dell'F-104G, ma con dotazioni semplificate e mirino ottico. Non venne realizzata.
F-104J

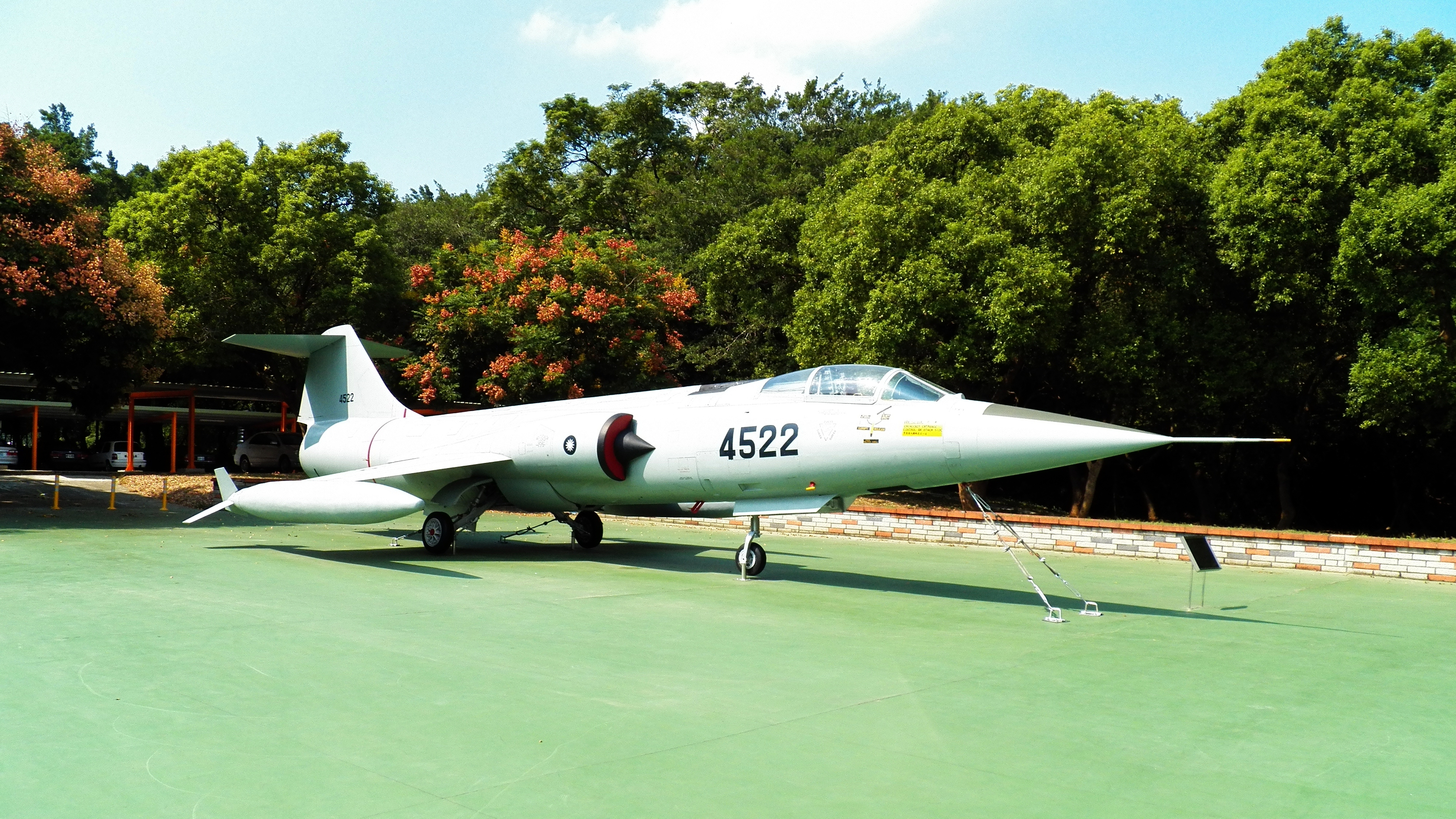
Un F-104J

Versione specializzata come caccia intercettore dell'F-104G prodotta per l'aviazione militare giapponese. Venne costruita su licenza dalla Mitsubishi per ricoprire il ruolo di caccia da superiorità aerea, armato con cannoni e quattro missili aria-aria Sidewinder, senza nessuna capacità di attacco al suolo. Vennero costruiti in totale 210 aerei, alcuni dei quali vennero convertiti in bersagli teleguidati UF-104J e distrutti. Tre aerei vennero costruiti dalla Lockheed, 29 vennero assemblati dalla Mitsubushi con componenti prodotti dalla Lockheed e 178 vennero costruiti interamente dalla Mitsubishi.
F-104S

F-104S dell'AM, con livrea mimetica originale e missili AIM-7 Sparrow

Versione finale costruita in 246 esemplari, 1 prototipo, 205 per l'Italia e 40 per la Turchia. Equipaggiava il turbogetto J-79-GE-19 più recente da 8 165 kg di spinta con postbruciatore, un sistema d'arma migliorato, era più veloce e poteva trasportare 3 400 kg di carico in 9 punti d'aggancio, grazie all'aggiunta di due sotto le ali. Vari gli allestimenti CI e CB caccia e cacciabombardiere, ASA aggiornato e ECO- ASA M ulteriormente ammodernato con l'introduzione anche del GPS negli anni'90. Primo volo nel 1966, fine produzione nel marzo 1979.

### Produzione e costi
Produzione
| Tipo                   | Lockheed | Consorzio multinazionale | Canadair | FIAT   | Fokker | MBB | Messerschmitt | Mitsubishi | SABCA  | Totale |
| ---------------------- | -------- | ------------------------ | -------- | ------ | ------ | --- | ------------- | ---------- | ------ | ------ |
| XF-104                 | 2        |                          |          |        |        |     |               |            |        | 2      |
| YF-104A                | 17       |                          |          |        |        |     |               |            |        | 17     |
| F-104A                 | 153      |                          |          |        |        |     |               |            |        | 153    |
| F-104B                 | 26       |                          |          |        |        |     |               |            |        | 26     |
| F-104C                 | 77       |                          |          |        |        |     |               |            |        | 77     |
| F-104D                 | 21       |                          |          |        |        |     |               |            |        | 21     |
| F-104DJ                | 20       |                          |          |        |        |     |               |            |        | 20     |
| CF-104                 |          |                          | 200      |        |        |     |               |            |        | 200    |
| CF-104D                | 38       |                          |          |        |        |     |               |            |        | 38     |
| F-104F                 | 30       |                          |          |        |        |     |               |            |        | 30     |
| F-104G                 | 139      |                          | 140      | 164    | 231    | 50  | 210           |            | 188[a] | 1122   |
| RF-104G                | 40       |                          |          | 35     | 119    |     |               |            |        | 194    |
| TF-104G (583C to F)    | 172      | 27                       |          |        |        |     |               |            |        | 199    |
| TF-104G (583G and H)   |          | 21                       |          |        |        |     |               |            |        | 21     |
| F-104J                 | 3        |                          |          |        |        |     |               | 207        |        | 210    |
| F-104N                 | 3        |                          |          |        |        |     |               |            |        | 3      |
| F-104S                 |          |                          |          | 245[a] |        |     |               |            |        | 245    |
| Totale per costruttore | 741      | 48                       | 340      | 444    | 350    | 50  | 210           | 207        | 188    | 2578   |

Note: [a] Un aereo si schiantò durante il volo di collaudo e non è incluso.

Riferimenti: i dati in tabella sono stati presi da Bowman, Lockheed F-104 Starfighter.
Costi
|                                      | F-104A      | F-104B      | F-104C      | F-104D      | F-104G       | TF-104G      |
| ------------------------------------ | ----------- | ----------- | ----------- | ----------- | ------------ | ------------ |
| Costo unitario di ricerca e sviluppo |             |             | 189 473     | 189 473     |              |              |
| Struttura                            | 1 026 859   | 1 756 388   | 863 235     | 873 952     |              |              |
| Motore                               | 624 727     | 336 015     | 473 729     | 271 148     | 169 000      |              |
| Elettronica                          | 3 419       | 13 258      | 5 219       | 16 210      |              |              |
| Armamento                            | 19 706      | 231 996     | 91 535      | 269 014     |              |              |
| Equipaggiamento                      | 29 517      | 59 473      | 44 684      | 70 067      |              |              |
| Costo unitario                       | 1,7 milioni | 2,4 milioni | 1,5 milioni | 1,5 milioni | 1,42 milioni | 1,26 milioni |
| Costo delle modifiche nel 1973       |             |             | 198 348     | 196 396     |              |              |
| Costo per ora di volo                | 655         |             |             |             |              |              |
| Manutenzione per ora di volo         | 395         | 544         | 395         | 395         |              |              |

Note: il costo è espresso in dollari statunitensi del 1960.

## Utilizzatori

### Militari

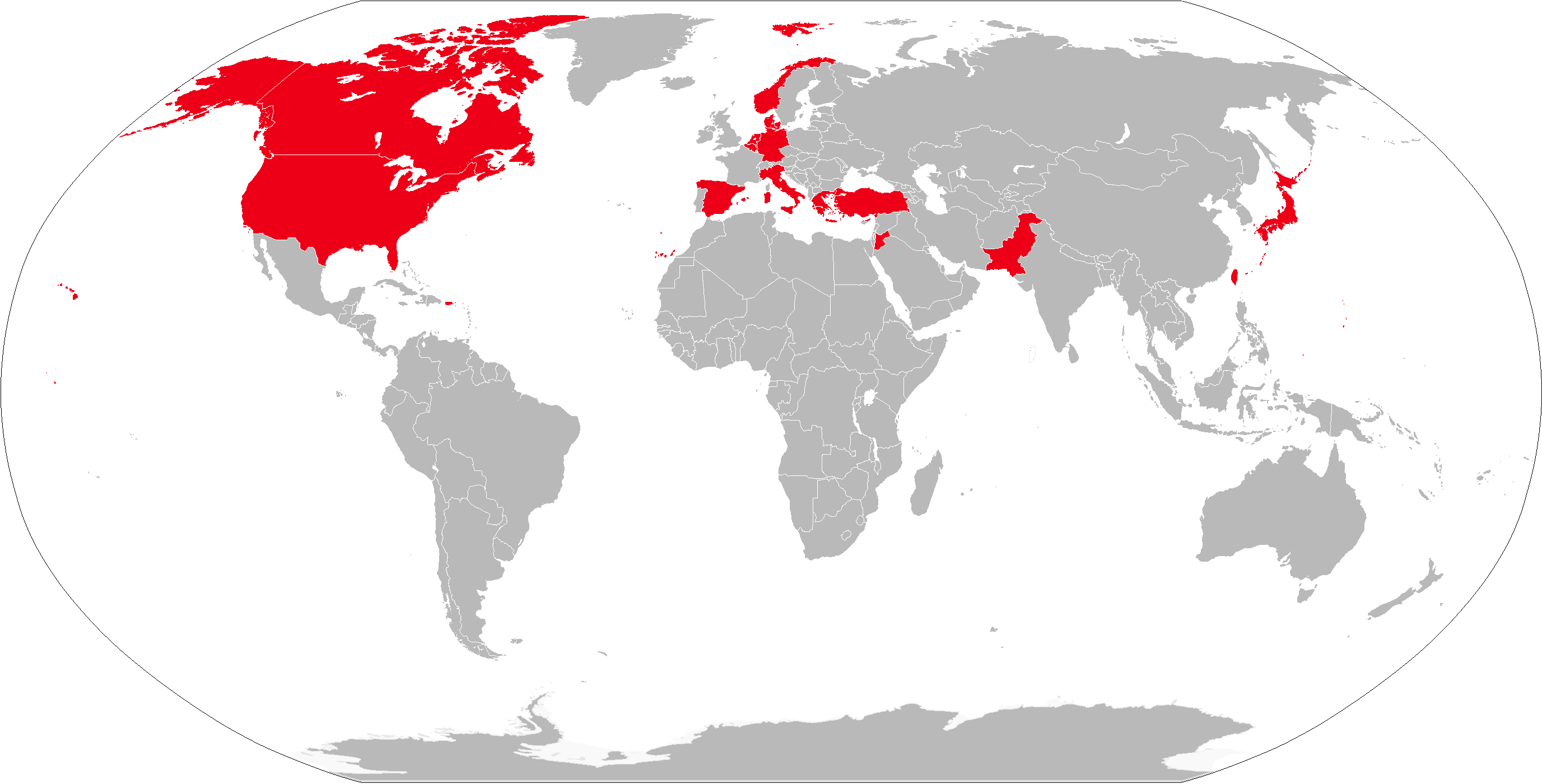
Utilizzatori dell'F-104 Starfighter

L'F-104 è stato in dotazione alle forze aeree delle seguenti nazioni:

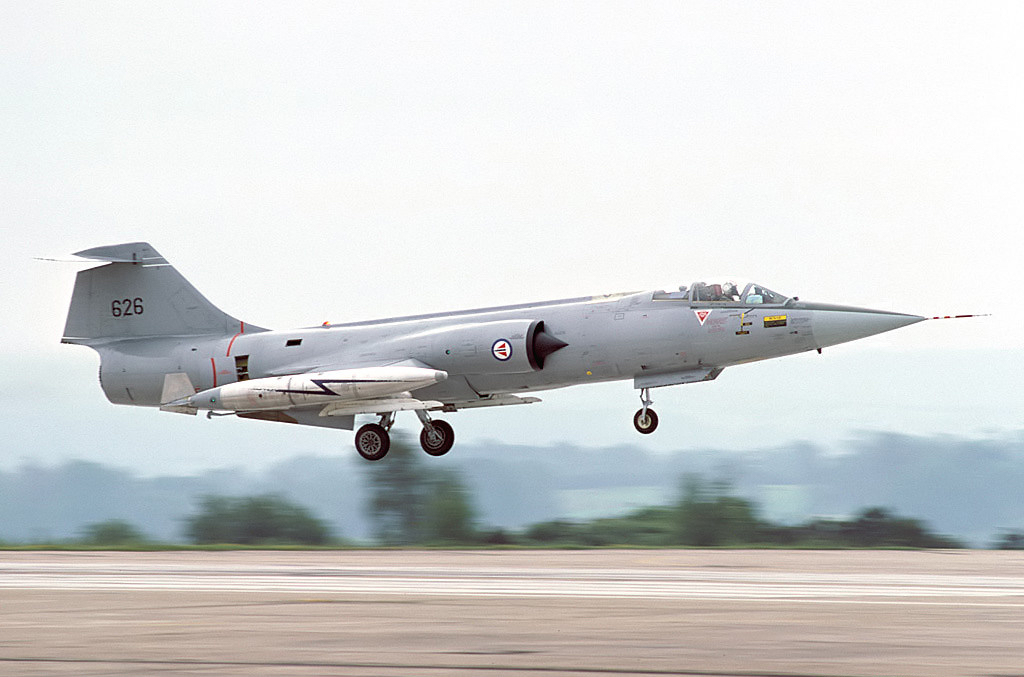
Lockheed RF-104G Starfighter, Kongelige Norske Luftforsvaret

 Belgio (Force Aérienne Belge/Belgische Luchtmacht)
- 100 F-104G
- 12 TF-104G
  - Reparti operativi:
    - 23 Smaldeel (Kleine Brogel) (Aprile 1964-Dicembre 1982)
    - 31 Smaldeel (Kleine Brogel) (Giugno 1963-Ottobre 1983)
    - 349 Smaldeel (Beauvechain) (Novembre 1963-Marzo 1980)
    - 350 Smaldeel (Beauvechain) (Marzo 1963-Ottobre 1981)

 Canada (Royal Canadian Air Force)
- 200 CF-111, poi CF-104 (F-104G)
- 38 CF-113, poi CF-104D (TF-104G)
  - Reparti operativi:
    - No. 421 Squadron (Grostequin, poi Baden-Soellingen) (2 dicembre 1963-31 ottobre 1985)
    - No. 422 Squadron (Baden-Soellingen) (15 luglio 1963-1 luglio 1970)
    - No. 427 Squadron (Zweibrücken, poi Baden-Soellingen) (17 dicembre 1962-1 luglio 1970)
    - No. 430 Squadron (Grostequin, poi Zweibrücken, poi Lahr) (30 settembre 1963-1 maggio 1971)
    - No. 434 Squadron (Zweibrücken) (8 aprile 1963-1 marzo 1967)
    - No. 439 Squadron (Marville, poi Lahr, poi Baden-Soellingen) (2 marzo 1964-30 novembre 1984)
    - No. 441 Squadron (Marville, poi Lahr, poi Baden-Soellingen) (20 gennaio 1964-1 marzo 1986)
    - No. 444 Squadron (Baden-Soellingen) (27 maggio 1963-1 marzo 1967)

 Danimarca (Flyvevåbnet)
- 25 F-104G
- 4 TF-104G
- 15 CF-104 (ex Royal Canadian Air Force)
- 7 CF-104D (ex Royal Canadian Air Force)
  - Reparti operativi:
    - Eskadrille 723 (Aalborg) (30 giugno 1963-1 gennaio 1983)
    - Eskadrille 726 (Aalborg) (6 maggio 1965-30 aprile 1986)

 Germania (Luftwaffe)
- 30 F-104F (F-104D modificati)
- 459 F-104G
- 118 RF-104G
- 137 TF-104G
  - Reparti operativi:
    - Waffenschule 10 (Norvenich, poi Jever) (1963-settembre 1983)
    - Jagdbombergeschwader 31 (Norvenich) (20 luglio 1962-30 aprile 1982)
    - Jagdbombergeschwader 32 (Lechfeld) (21 dicembre 1964-18 aprile 1984)
    - Jagdbombergeschwader 33 (Buchel) (agosto 1962-2 settembre 1985)
    - Jagdbombergeschwader 34 (Memmingen) (1 luglio 1964-23 gennaio 1987)
    - Jagdbombergeschwader 36  (Rheine Hopsten) (2 febbraio 1965-gennaio 1975)
    - Aufklärungsgeschwader 51 (Manching, poi Bremgarten) (dicembre 1963-aprile 1971)
    - Aufklärungsgeschwader 52 (Leck) (5 novembre 1964-settembre 1971)
    - Erprobungsstelle (poi Wehrtechnische Dienststelle) 61 (Manching) (febbraio 1962-22 maggio 1991)
    - Jagdbombergeschwader 71 (Wittmund) (9 aprile 1963-7 marzo 1974)
    - Jagdbombergeschwader 74 (Neuburg) (12 maggio 1964-1 agosto 1974)

 Germania (Marineflieger)
- 146 F-104G
- 27 RF-104G (variante specifica per la Marineflieger, con l’aggiunta di fotocamere laterali a lungo raggio)
  - Reparti operativi:
    - Marinefliegergeschwader 1 (Schlesswig Jagel) (19 settembre 1963-29 gennaio 1981)
    - Marinefliegergeschwader 2 (Eggebeck) (marzo 1965-settembre 1986)

 Grecia (Polemikí Aeroporía)
- 102 F-104G (di cui 9 ex Ejército del Aire, 38 ex Luftwaffe e 10 ex Koninklijke Luchtmacht)
- 28 TF-10G (di cui 1 ex Ejército del Aire e 21 ex Luftwaffe)
- 22 RF-104G (tutti ex Luftwaffe)
  - Reparti operativi:
    - 335 Mira Anachaitisis (Tanagra, poi Araxos) (16 aprile 1964-maggio 1992)
    - 336 Mira Diokseos Bombardismou (Araxos) (dicembre 1964-31 marzo 1993)

 Italia (Aeronautica Militare)
- 105 F-104G
- 20 RF-104G
- 30 TF-104G (di cui 6 ex Luftwaffe. Successivamente 15 esemplari furono convertiti in TF-104G-M)
- 208 F-104S (di cui i primi 2 erano F-104G modificati. Successivamente 147 esemplari furono convertiti in F-104S ASA, 49 dei quali furono ulteriormente convertiti in F-104S ASA-M)
  - Reparti operativi:
    - 9º Gruppo CI (Grosseto) (marzo 1963-2004)
    - 10º Gruppo CI (Grazzanise) (agosto 1964-31 ottobre 2004)
    - 12º Gruppo CI (Gioia del Colle) (7 dicembre 1971-5 luglio 1995)
    - 18º Gruppo CB (Verona-Villafranca) (4 febbraio 1974-1 settembre 1977)
    - 18º Gruppo (Trapani-Birgi) (1 ottobre 1984-2003)
    - 20º Gruppo AO (Grosseto) (fine 1963-giugno 1994)
    - 21º Gruppo CI (Cameri) (16 aprile 1964-23 settembre 1996)
    - 22º Gruppo CI (Treviso-Istrana) (20 settembre 1969-25 febbraio 1999)
    - 23º Gruppo CI (Rimini-Miramare) (1973-Settembre 2003)
    - 28º Gruppo CBR (Verona-Villafranca) (1964-giugno 1993)
    - 102º Gruppo CBOS (Rimini-Miramare) (maggio 1964-1993)
    - 132º Gruppo CBR (Verona-Villafranca) (1965-ottobre 1990)
    - 154º Gruppo CB (Ghedi) (1964-1983)
    - 155º Gruppo CB (Piacenza poi Istrana) (1972-Dicembre 1984)
    - 156º Gruppo CB (Gioia de Colle) (1966-1983)
    - 311º Gruppo/Reparto Sperimentale Volo (Pratica di Mare) (1963-2 giugno 2004)

 Giappone (Kōkū Jieitai)
- 210 F-104J
- 20 TF-104J
  - Reparti operativi:
    - Dai 201 Hikō-Tai (Komaki) (22 marzo 1962-22 marzo 1984)
    - Dai 202 Hikō-Tai (Nyutabaru) (31 marzo 1964-22 dicembre 1982)
    - Dai 203 Hikō-Tai (Chitose) (5 marzo 1963-22 marzo 1984)
    - Dai 204 Hikō-Tai (Nyutabaru) (1 dicembre 1964- 2 marzo 1985)
    - Dai 205 Hikō-Tai (Komatsu) (28 dicembre 1964-30 giugno 1981)
    - Dai 206 Hikō-Tai (Hyakuri) (22 dicembre 1965-1 dicembre 1978)
    - Dai 207 Hikō-Tai (Hyakuri) (31 marzo 1966-19 marzo 1986)

 Giordania (Al-Quwwat al-Jawwiyya al-malikiyya al-Urdunniyya)
- 22 F-104A
- 4 F-104B
  - Reparti operativi:
    - Al-Sirb 9 (Amman) (settembre 1969-10 luglio 1977)

 Paesi Bassi (Koninklijke Luchtmacht)
- 120 F-10G
- 18 TF-104G
- 18 RF-104G
  - Reparti operativi:
    - 306 Squadron (Twenthe, poi Volkel) (1 maggio 1963-1 ottobre 1985)
    - 311 Squadron (Volkel) (3 marzo 1965-1 maggio 1982)
    - 312 Squadron (Volkel) (9 marzo 1966-13 giugno 1984)
    - 322 Squadron (Leeuwarden) (22 giugno 1964-1 gennaio 1980)
    - 323 Squadron (Leeuwarden) (17 marzo 1964-1 gennaio 1980)

 Norvegia (Kongelige Norske Luftforsvaret)
- 16 RF-104G (convertiti in F-104G)
- 6 TF-104G (di cui 2 ex Luftwaffe)
- 21 CF-104 (di cui 18 ex Royal Canadian Air Force)
- 3 CF-104D (di cui 2 ex Royal Canadian Air Force)
  - Reparti operativi:
    - 311 Skvadron (Bodø) (1963-1981)
    - 344 Skvadron (Rygge) (aprile 1973-1983)

 Pakistan (Fi'saia Pakistana)
- 12 F-104A
- 2 F-104B 
  - Reparti operativi:
    - Skwadrn 9 (Sarghoda) (1961-1972)

 Taiwan (Zhōnghuá Mínguó Kōngjūn)
- 24 F-104A
- 5 F-104B
- 6 F-104D
- 5 F-104DJ
- 99 F-104G (di cui 38 ex Luftwaffe e 15 ex Flyvevåbnet)
- 21 RF-104G (alcuni successivamente modificati in RF-104Gev)
- 22 F-104J (ex Kōkū Jieitai)
- 37 TF-104G (di cui 26 ex Luftwaffe e 3 ex Flyvevåbnet)
  - Reparti operativi: 
    - Zhànshù Zhàndòujī Zhōngduì[59] 7 (Ching Chuan Kang) (1965-1993)
    - Zhànshù Zhàndòujī Zhōngduì 8 (Ching Chuan Kang) (1965-1993)
    - Tèshū Rènwù Zhōngduì[60] 12 (Taoyuan, poi Hsinchu) (196?-22 maggio 1998)
    - Zhànshù Zhàndòujī Zhōngduì 28 (Ching Chuan Kang) (1965-1993)
    - Zhànshù Zhàndòujī Zhōngduì 35 (Ching Chuan Kang) (1965-1993)
    - Zhànshù Zhàndòujī Zhōngduì 41 (Hsinchu) (1984-1993)
    - Zhànshù Zhàndòujī Zhōngduì 42 (Hsinchu) (1984-1993)
    - Zhànshù Zhàndòujī Zhōngduì 48 (Hsinchu) (1984-1993)

 Spagna (Ejército del Aire)
- 18 C.8 (F-104G)
- 3 CE.8 (TF-104G) 
  - Reparti operativi:
    - 61 (poi 161, poi 104) Escuadron de Caza (Torrejon) (5 marzo 1965-maggio 1972)

 Turchia (Türk Hava Kuvvetleri)
- 238 F-104G (di cui 9 ex Ejército del Aire, 18 ex Force Aérienne Belge, 21 ex Koninklijke Luchtmacht, 9 ex Luftforsvaret e 137 ex Luftwaffe)
- 50 TF-104G (di cui 2 ex Ejército del Aire, 10 ex Koninklijke Luchtmacht, 1 ex Luftforsvaret e 33 ex Luftwaffe)
- 33 RF-104G (di cui 22 ex Koninklijke Luchtmacht e 9 ex Luftforsvaret)
- 46 CF-104 (di cui 43 ex Royal Canadian Air Force e 3 ex Luftforsvaret)
- 6 CF-104D (ex Royal Canadian Air Force)
- 40 F-104S 
  - Reparti operativi:
    - Oncel Filosu[61] (Murted) (1964-1994)
    - 141 Filo (Murted) (1 agosto 1964-1988)
    - 142 Filo (Murted) (1975-1989)
    - 143 Filo (Murted) (1 luglio 1981-1987)
    - 144 Filo (Murted) (25 marzo 1963-10 giugno 1968)
    - 161 Filo (Bandirama) (1983-1992)
    - 162 Filo (Bandirama) (1981-1990)
    - 181 Filo (Diyarbakir) (1 gennaio 1985-1993)
    - 182 Filo (Diyarbakir) (1 febbraio 1986-30 giugno 1994)
    - 191 Filo (Balikesir) (10 giugno 1967-24 aprile 1993)
    - 192 Filo (Balikesir) (197-1992)
    - 193 Filo (Balikesir) (1985-1989)

 Stati Uniti (United States Air Force)
- 2 XF-104
- 17 YF-104
- 153 F-104A
- 26 F-104B
- 77 F-104C
- 21 F-104D
- 20 F-104DJ
  - Reparti operativi:
    - ADWC[62] (Tyndall AFB - FL) (1958-1964)
    - ARPS[63] (Edwards AFB - Ca)
    - 56th Fighter-Interceptor Squadron (Wright-Patterson AFB – OH) (5 maggio 1958-30 giugno 1959)
    - 83rd Fighter-Interceptor Squadron (Oxnard AFB - Ca, poi Hamilton AFB – Ca) (25 gennaio 1958-31 agosto 1960)
    - 319th Fighter-Interceptor Squadron (Homestead AFB – FL) (10 marzo 1963-5 gennaio 1970)
    - 331st Fighter-Interceptor Squadron (Webb AFB - TX, poi Homestead AFB – FL) (14 aprile 1963-28 febbraio 1967)
    - 337th Fighter-Interceptor Squadron (Westover AFB – Mass) (24 febbraio 1958-8 luglio 1960)
    - 434th Tactical Fighter Squadron (George AFB – Ca) (16 ottobre 1958 - agosto 1967)
    - 435th Tactical Fighter Squadron (George AFB – Ca) (16 ottobre 1958 - agosto 1967)
    - 436th Tactical Fighter Squadron (George AFB – Ca) (16 ottobre 1958 - agosto 1967)
    - 476th Tactical Fighter Squadron (George AFB – Ca) (16 ottobre 1958 - agosto 1967)
    - 538th Fighter-Interceptor Squadron (Larson AFB – Wash) (18 marzo 1958-1 luglio 1960)
    - 4443rd Combat Crew Training Squadron USAF (Luke AFB, Az) (febbraio 1964-marzo 1983)[64]
    - 4512th Combat Crew Training Squadron USAF (Luke AFB, Az) (febbraio 1964-marzo 1983)
    - 4518th Combat Crew Training Squadron USAF (Luke AFB, Az) (febbraio 1964-marzo 1983)

 Stati Uniti (Air National Guard)
- Velivoli compresi nei totali della United States Air Force
  - Reparti operativi:
    - 151st Fighter Interceptor Squadron – Tennessee ANG (McGhee Tyson ANGB) (31 maggio 1960-12 aprile 1963)
    - 157th Fighter Interceptor Squadron – South Carolina ANG (McEntire ANGB) (15 febbraio 1960-10 gennaio 1963)
    - 197th Fighter Interceptor Squadron – Arizona ANG (Tucson ANGB) (17 maggio 1960-1 luglio 1963)
    - 198th Tactical Fighter Squadron – Puerto Rico ANG (Muniz ANGB) (giugno 1968-3 ottobre 1975)

### Civili

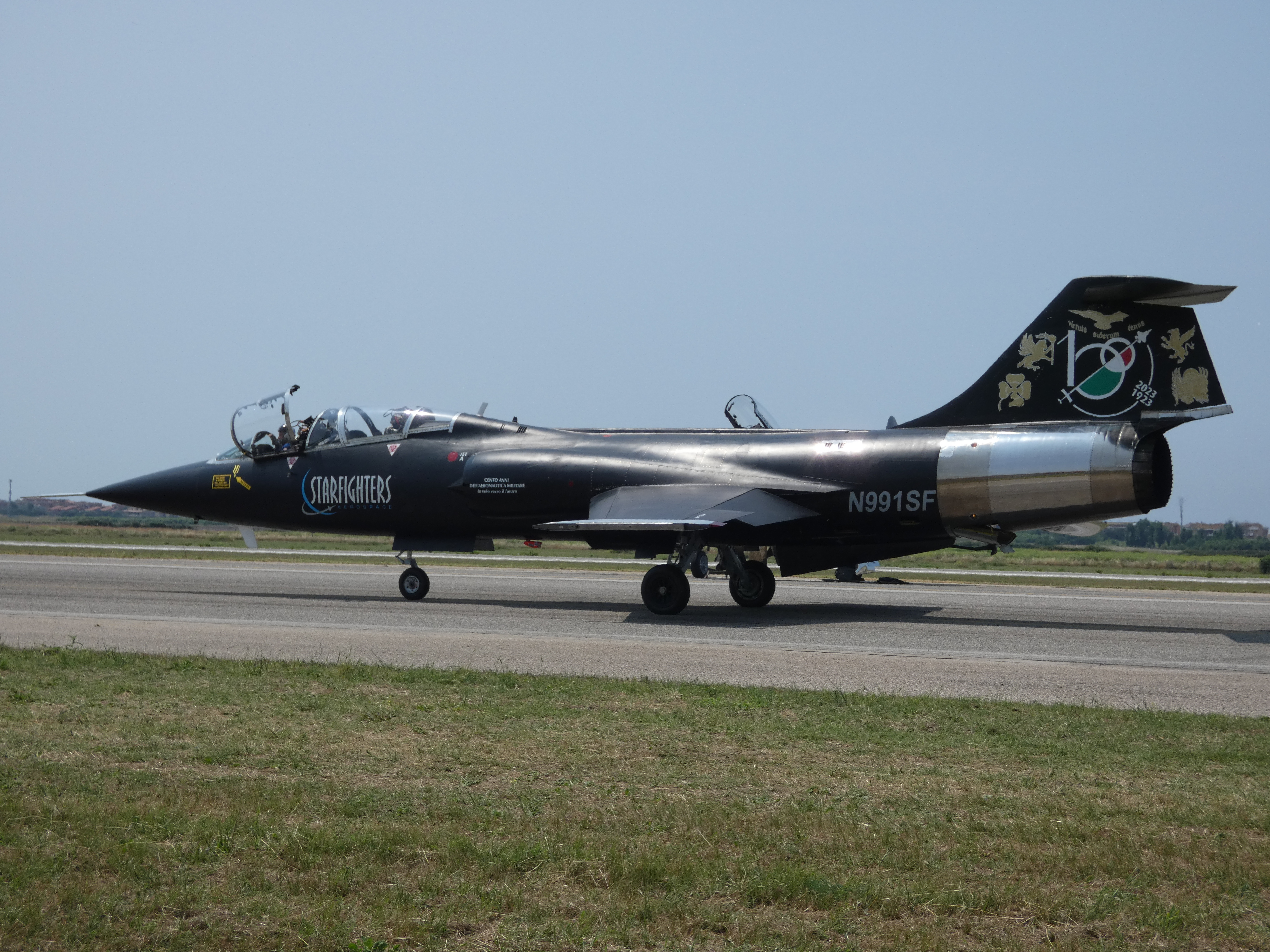
Il TF-104G-M (N991SF) durante l'air show per il Centenario dell'Aeronautica Militare nel 2023

Secondo la FAA statunitense esistono 10 F-104 posseduti da privati negli Stati Uniti. Gli Starfighters, una pattuglia acrobatica civile con base in Florida, impiegano tre CF-104 ex-canadesi (1 CF-104D e 2 CF-104). Hanno di recente ridotto le esibizioni in quanto impegnati in contratti con il governo degli Stati Uniti e aziende aeronautiche per le quali possono, con gli F-104, effettuare missioni fotografiche con aerei dalle prestazioni elevate o simulare aerei avversari ad alte prestazioni o missili balistici. Un altro F-104 in condizioni di volo, matricola 5303 (104633) con marche N104JR è di proprietà e viene utilizzato da un collezionista privato in Arizona.
Il 27 gennaio 2021 è tornato in volo, presso il Kennedy Space Center ove ha sede la Starfighters Aerospace, l' F104 Starfighter N991SF.. Il velivolo, un TF-104G-M  (ex MM54258) assemblato da Fiat Aviazione nel 1969 e in forza all'Aeronautica Militare Italiana sino al 25 ottobre 2004, è stato dotato di una nuova livrea nera opaca e ha effettuato in questa configurazione il proprio maiden flight con ai comandi Rick Svetkoff e Piercarlo Ciacchi, rispettivamente presidente e direttore delle operazioni di volo della Starfighter Aerospace. Il velivolo ha poi attraversato l'oceano Atlantico a bordo di un C-130 verso Grosseto, per poi volare fino all'aeroporto militare di Pratica di Mare dove si è esibito nell'ambito dei festeggiamenti per il centenario dell'Aeronautica Militare.

## Soprannomi
Lo Starfighter è stato comunemente chiamato il "missile con un uomo dentro", un nome subito trasformato in marchio registrato dalla Lockheed per scopi di marketing. Il termine Super Starfighter venne usato dalla Lockheed per descrivere l'F-104G in campagne di marketing, ma cadde in disuso. Nel quotidiano, i piloti americani chiamavano l'aereo Zipper o Zip-104 per l'alta velocità di cui era capace. Nell'aviazione giapponese l'F-104 prese la denominazione di Eiko ("Gloria").
Un nome meno lusinghiero divenne noto al grande pubblico a causa di diversi incidenti di volo: "La bara volante", nato dalla traduzione del soprannome dato dall'opinione pubblica tedesca di Fliegender Sarg. L'F-104 in Germania è stato anche chiamato Witwenmacher ("Fabbricavedove"), o Erdnagel ("Picchetto") dal termine militare ufficiale per i picchetti delle tende. In Pakistan assunse il soprannome ufficiale di Badmash (Hooligan) mentre tra i piloti italiani, il design appuntito gli fece guadagnare il soprannome di "spillone", che come per la versione tedesca, identifica uno specifico modello particolarmente filiforme di picchetto da tenda. Nelle Forze canadesi il velivolo è stato a volte soprannominato come Widowmaker ("Fabbricavedove"), o Lawn Dart ("Freccetta da prato").
Il motore in determinate impostazioni della manetta di controllo ha un suono ululante unico che ha portato a soprannominare l'F-104B con marche N819NA della NASA come Howling Howland ("Howland l'ululante").
In Italia questo ululato venne battezzato "il lamento del contribuente". Questa allegoria accosta il particolare timbro del motore alla moltitudine di polemiche levate dall'opinione pubblica, ovvero in relazione ad un velivolo obsoleto e dagli elevati costi di manutenzione, peraltro con un periodo di servizio prolungato ad oltranza in Italia fino al 2004. L'ultimo incidente grave verificatosi ad un F-104 in servizio attivo è stato quello del 2 maggio 2002 sull'aeroporto militare di Leeuwarden (Paesi Bassi), in cui l'F-104S dell'AMI con matricola militare MM6778 del 9º Stormo (9°-40) si è schiantato sulla pista dopo un'esercitazione a Florennes (Belgio) nell'ambito del TLP 2002.

## Fiction
L'F-104 compare nel gioco Flight Simulator 2020; War Thunder, Ace Combat 7: Skies Unknown tra gli aerei pilotabili, in Strike Fighter 2: Europe e Jane's US Navy Fighters 97.
Un F-104 compare nella prima stagione della serie di fantascienza Star Trek, nell'episodio intitolato Domani è ieri.

### Testi di riferimento
- (EN) Bowman, Martin W., Vogelsang , Matthias, Lockheed F-104 Starfighter, Marlborough, Wiltshire, Crowood, 2000, ISBN 1-86126-314-7.
- (IT) Ciampaglia Giuseppe, Le origini dello F-104 Starfighter, in Rivista Italiana Difesa , n. 8, Chiavari, Giornalistica Riviera, agosto 2004.
- (EN) Donald, David, The Complete Encyclopedia of World Aircrafts, New York, Barnes & Noble Books, 1997, ISBN 0-7607-0592-5.
- (EN) John Fricker, Jackson, Paul, Lockheed F-104 Starfighter, in Wings of Fame: The Journal Of Classic Combat Aircraft, vol.2, Londra, Aerospace Publishing, 1996, ISBN 1-874023-69-7.
- (EN) Gunston, Bill, Spick, Mike, Aerei da combattimento, Milano, Alberto Peruzzo Editore, 1984, ISBN non esistente.
- (EN) Hobson, Chris, Vietnam air losses : United States Air Force, Navy and Marine Corps fixed-wing aircraft losses in Southeast Asia 1961-1973, Hinckley, England, Midland, 2001, ISBN 1-85780-115-6.
- (EN) Dennis R. Jenkins,, Hun Heaven, The Super Sabre Dance, in Wings Magazine, vol.35, n.12, 2005.
- (DE) Käsmann, Ferdinand C. W., Die schnellsten Jets der Welt, Planegg, Aviatic-Verl., 1994, ISBN 3-925505-26-1.
- (EN) Matricardi, Paolo, vol. 1, in Aerei militari: Caccia e ricognitori, vol. 1, Milano, Mondadori Electa, 2006, ISBN non esistente.
- (EN) Smith, Philip E., Herz, Peggy (Peggy Dilts), Journey into darkness, New York, Pocket, 1992, ISBN 0-671-72823-7.
- (EN) Warren Thompson, Starfighter In Vietnam, in International air power review, vol.12, 2004.
- (EN) Windle, Dave, Bowman, Martin W., Lockheed F-104 Starfighter : interceptor, strike, reconnaissance fighter, Barnsley, South Yorkshire, Pen Sword Aviation, 2011, ISBN 978-1-84884-449-0.
- (EN) Yeager, Chuck, Janos, Leo, Yeager, an autobiography, Toronto ; New York, Bantam Books, 1985, ISBN 0-553-05093-1.

### Altri testi
- Jochen K.Beeck "Das Grosse Flugzeugetypenbuch" ottobre 2005 Motorbuch Verlag. ISBN 978-3-613-02522-6
- Bashow, David L. Starfighter: A Loving Retrospective of the CF-104 Era in Canadian Fighter Aviation, 1961-1986. Stoney Creek, Ontario: Fortress Publications Inc., 1990. ISBN 0-919195-12-1.
- Bashow, David L. "Starwarrior: A First Hand Look at Lockheed's F-104, One of the Most Ambitious Fighters ever Designed!" Wings Vol. 16, no. 3, June 1986.
- Donald, David, ed. Century Jets. Norwalk, Connecticut: AIRtime Publishing, 2003. ISBN 1-880588-68-4.
- Drendel, Lou. F-104 Starfighter in action, Aircraft No. 27. Carrollton, Texas: Squadron/Signal Publications, 1976. ISBN 0-89747-026-5.
- Green, William and Swanborough, Gordon. The Great Book of Fighters. St. Paul, Minnesota: MBI Publishing, 2001. ISBN 0-7603-1194-3.
- Higham, Robin and Williams, Carol. Flying Combat Aircraft of USAAF-USAF (Vol.2). Manhattan, Kansas: Sunflower University Press, 1978. ISBN 0-8138-0375-6.
- Jackson, Paul A. German Military Aviation 1956-1976. Hinckley, Leicestershire, UK: Midland Counties Publications, 1976. ISBN 0-904597-03-2.
- Jagan, Mohan P.V.S. and Chopra, Samir. The India-Pakistan Air War of 1965. New Delhi: Manohar, 2006. ISBN 81-7304-641-7.
- Kinzey, Bert. F-104 Starfighter in Detail & Scale. Blue Ridge Summit, Pennsylvania: TAB books, 1991. ISBN 1-85310-626-7.
- Knaack, Marcelle Size. Encyclopedia of USAF Aircraft and Missile Systems: Vol 1 Post-WW II Fighters 1945-1973. Washington, DC: Office of Air Force History, 1978. ISBN 0-912799-59-5.
- Kropf, Klaus. German Starfighters. Hinckley, Leicestershire, UK: Midland Counties Publications, 2002. ISBN 1-85780-124-5.

### Siti web
- (EN) Laurence K. Loftin, Jr., Quest for Performance The Evolution of Modern Aircraft, su nasa.gov history. URL consultato il 9 settembre 2013.
- (EN) Gray Creech, NASA's Starfighters, su NASA Dryden Flight Research Center. URL consultato il 9 settembre 2013 (archiviato dall'url originale il 1º dicembre 2020).
- (EN) Kevin Coyne, The Ejection Seat Gallery, su The Ejection Site. URL consultato il 9 settembre 2013.
- (EN) Theo Stoelinga, http://www.rolfferch.de/F104G/Zipper_ES.pdf (PDF), su Zipper Magazine n°49. URL consultato il 9 settembre 2013.
- (EN) Asociación Aire, F-104 Its history, su aire.org. URL consultato il 9 settembre 2013 (archiviato dall'url originale il 26 febbraio 2012).
- (EN) Air National Guard, ANG Heritage: Missions, Wars and Operations, su The Official Web Site of the Air National Guard. URL consultato il 9 settembre 2013 (archiviato dall'url originale il 26 novembre 2014).
- (EN) Hubert Peitzmeier, F-104C "60910" 479th TFW USAF based at Udorn RTAFB, Thailand heads into Vietnam 1966 loaded with 2 M-117 750 lbs (340 kg) iron bombs, the maximum load at that time, su 916-starfighter.de. URL consultato il 9 settembre 2013.
- (EN) Tufail, Air Commodore M. Kaiser, Run… It's a 104, su jang.com.pk, Daily Jang. URL consultato il 9 aprile 2012 (archiviato dall'url originale il 19 marzo 2007).
- (EN) P V S Jagan Mohan, Aircraft losses in Pakistan -1971 war, su IAF History, bharat-rakshak.com. URL consultato il 9 settembre 2013 (archiviato dall'url originale il 1º maggio 2009).
- (EN) Sqn Ldr Bart D'Souza, Indian Air Force : Down the Memory Lane, su Sainik Samachar, Vol. 48, N. 19, Ministry of Defence Government of India, 1-15 ottobre 2001. URL consultato il 9 settembre 2013 (archiviato dall'url originale il 6 maggio 2013).